# 棋戦 (将棋)
棋戦（）とは、将棋の大会のことである。通常はプロ（棋士、女流棋士）のものをいい、女流棋士のものは特に「女流棋戦」という。アマチュアの大会については、単に「将棋大会」などと言うことが多いが、規模の大きいものは「アマチュア棋戦」と呼ばれる。以下では、主に公益社団法人日本将棋連盟が主催するプロの棋戦について述べる。
2024年現在、以下のような棋戦がある。
- 公式戦
  - タイトル戦（棋士：全8タイトル、女流棋士：全8タイトル）
  - 一般棋戦
    - 全棋士参加棋戦（棋士：全3大会、女流棋士：該当なし）
    - 上位棋士選抜棋戦（棋士：全1大会、女流棋士：該当なし）
    - 年齢別棋士・下位棋士選抜棋戦（棋士：全3大会、女流棋士：全1大会）
- 非公式戦（棋士：全3大会、女流棋士：全3大会）

公式戦は、対局結果と棋譜が日本将棋連盟の公式記録に残る棋戦、非公式戦は残らない棋戦である。タイトル戦は、優勝者にタイトル（称号）が与えられる棋戦、一般棋戦は、タイトル戦以外の公式戦のことである。一般棋戦には、全棋士に参加資格があるもの、上位棋士にのみ参加資格があるもの、若手棋士らにのみ参加資格があるものの区別がある。なお、一つの棋戦のなかに公式対局と非公式対局が混在する場合もある。なお、過去には一年に2回開催する棋戦なども存在したが、現在の棋戦は原則として一年に1回である。

## 概要
棋士・女流棋士は、棋戦に参加して対局をすることで対局料・賞金を得て活動している。棋戦の多くは新聞社主催であり、主催紙に棋譜が掲載されるが、近年は新聞社以外の主催する棋戦も増加している。これらの主催者から、対局者に賞金などが支払われる。
棋戦のうち、称号（タイトル）を争うものがタイトル戦であり、最も重んじられている。通常は、称号の名前がそのまま棋戦の名前になる（例：「竜王」の称号を争う棋戦が「竜王戦」）。優勝者は、称号を獲得し、翌年のタイトル戦が終わるまでの間、段位に代わってこれを肩書として名乗ることができる（例：「○○△△竜王」、「竜王 ○○△△」、あるいは単に「○○竜王」など）。さらに、特定の条件を満たした場合には、恒久的に名乗れる特別な称号を獲得できる場合もある（永世称号）。
タイトル戦は、いわゆる挑戦手合制で開催される。挑戦手合制では、まず現在のタイトル在位者（前回の優勝者）を除く棋士から挑戦者を決定する。そして、選ばれた挑戦者と現在のタイトル在位者との間で番勝負（1対1で複数局を連続して戦うこと。シリーズとも言う）を行い、勝ち越した方がタイトルを獲得する。現在のタイトル在位者が再びタイトルを獲得することを防衛、挑戦者がタイトルを獲得することを奪取と言う。
タイトル戦以外の公式記録に残る棋戦が一般棋戦である。一般棋戦の中には、全棋士が参加するものだけでなく、参加資格が段位・年齢などで制限されているものもあり、昇段規定などで区別がなされている。一般棋戦の開催方式は様々であるが、近年は勝ち残り式トーナメントが多い。過去には、連勝数を競う勝ち抜き戦や、挑戦手合制で開催されるものもあり、勝ち残り式トーナメントの場合でも決勝のみ番勝負となっているものが多かった。なお、一般棋戦で得られる称号（NHK杯選手権者など）は段位の代わりではなく、その棋戦の中でのみ使われるものであるため、タイトルとは区別される。

## 主な取り決めなど

### 先後の決定
先後（先手・後手）は振り駒によって決定される。ただしリーグ戦が実施される、順位戦・王位戦・王将戦・女流順位戦・女流名人戦・女流王位戦では、対局順決定時に先後も決定するため、挑戦者決定プレーオフや残留決定戦などの同率戦対局を除いて、当該リーグ戦での振り駒は行われない。
最強戦や女流最強戦（いずれも休止棋戦）などのネット棋戦では、コンピュータがランダムに先後を決定した。
タイトル戦などの番勝負では、1局目にのみ振り駒を行い、2局目以降は毎局先後を入れ替え、最終局については再度振り駒を行い先後を決定する。棋王戦の挑戦者決定戦（変則二番勝負）は厳密な意味での番勝負ではないため、2局目も振り駒を行う。
千日手や持将棋になると先後を入れ替えて即日指し直しとなる。タイトル戦での千日手・持将棋は後日指し直しとなることもある。番勝負において、千日手・持将棋となり即日指し直しで勝負がついた場合の次局の先後については、千日手・持将棋となった緒局から先後を入れ替える。つまり、指し直し局を手番上1局と見ず、千日手・持将棋による先後の入れ替えは後続局に持ち越されない（一局完結方式）。

### 免状
タイトル戦の勝者には、後日、就位式で免状に相当するものが与えられる。タイトルにより名称は異なる。名人は「推戴状」、竜王は「推挙状」、王座は「允許状」、王将は「贈位状」、王位、棋王、棋聖、叡王は「就位状」である。

### 公開対局
プロの棋戦において、多くは、対局者のほか記録係・立会人・観戦記者らの関係者のみが対局室に入室し対局が行われるが、観覧席を設けて対局者の様子を一般のファンに公開する公開対局の形式によることもある。対局開始時やその直後などのごく短時間の公開、インターネット・TV中継での公開だけのものは公開対局にあてはまらない。

### 不正防止策
2016年の将棋ソフト不正使用疑惑騒動を受け、2016年12月よりカンニング防止の目的で、将棋会館などでの対局の際に、棋士は対局前に所持するスマートフォンなどの電子機器を暗証番号式のロッカーに預け入れ、対局終了まで保管することが義務付けられている。また対局中にランダムで抜き打ち検査なども行っており、電子機器の所持が見つかった場合は出場停止などの処分を受けるとされている。タイトル戦ではロッカーなどが無いため、代わりに連盟の職員に機器類を預ける形となる。
同様の理由で、同じく2016年12月より、対局中の棋士は対局を行っている建物の敷地外への外出が許されなくなった。それ以前は昼食・夕食休憩時に外出して食事を摂る棋士も多かったが、以後の食事は原則として出前や連盟職員による買い出し、もしくは弁当などを持参する形となっている。こちらも罰則規定があり、違反すると対局料の減額などの処分を受ける。

## 慣例

### 地方対局
タイトル戦の対局は将棋会館以外で行われる事がほとんどで、伝統ある旅館を筆頭に、ホテルや寺院・神社・料亭など、広めの和室を持つ施設が選ばれるのが一般的である。和室以外の対局では臨時に畳を敷くが、やむを得ない場合はカーペット敷も認められる場合がある。名人戦・竜王戦などで、対局地の公募が行われている。
対局者は、通常前日に現地入りし、夕方に対局室、盤・駒の選定・検分を行なう。将棋連盟が所蔵する駒以外に、地元の愛棋家が所有する駒が使われることも多い。 特に格の高いタイトル戦では、特別な盤駒が使用される事もある。たとえば、伝統的に、毎年の名人戦の第1局でのみ使用される「名人駒」がある。
対局前夜には、ほとんどの場合、前夜祭が開かれ、地元の将棋ファンとの交流などが図られる。
対局者が会場に向かう際は、原則として主催社の担当者や観戦記者・連盟職員らと同行するほか、両対局者の出発地が同じ場合は同じ列車・飛行機などに同乗する。一方で対局終了後は大抵は現地解散となるため、対局者や関係者はバラバラに帰宅する（観光を楽しむ者も少なくない）。

### 服装
棋士のタイトル戦の番勝負では、対局者は和服を着用するのが慣例である。
対局者が洋服を着用した例も少なくなく、加藤一二三・森雞二・島朗・谷川浩司・羽生善治・佐藤康光・村山聖・永瀬拓矢・藤井聡太などの例が挙げられる。なお、永瀬は和服での対局を好まず、特に第5期叡王戦第2局では対局開始時に和服で登場したのち、いったん離席してスーツに着替えた。
竜王戦・名人戦では、記録係も和服を着ることになっている。王座戦では2023年度（第71期）より、番勝負で両対局者の和装が義務化された。
女流タイトル戦では、マイナビ女子オープン五番勝負においては和服（着物と袴）を着用する。他の女流タイトル戦の番勝負では洋服を着用するのが普通である。ただし、対局者の意思で和服を着用するのは自由である（例：第30期女流王位戦五番勝負第2局における渡部愛）。制服のある学校に在学中であれば、制服を着用する（例：第5期マイナビ女子オープン五番勝負における長谷川優貴）。
タイトル戦が終了した後の就位式（タイトルによって名称が異なる）には、主役たるタイトルホルダーは、棋士は紋付羽織袴、女流棋士は和服（対局時と異なり、袴は着用しない）で臨むことが多い。

## 沿革

### 実力制名人
江戸時代から名人は家元制の終身名人として続いていたが、1935年（昭和10年）、十三世名人の関根金次郎が1937年をもって名人位を退位することを宣言し、実力名人制に改められた。第1期名人戦は「名人決定大棋戦」と呼ばれた八段リーグ戦で2年にわたって行われ、1937年（昭和12年）に木村義雄が初代名人となった。これが将棋のタイトル戦の始まりである。
1946年（昭和21年）からは、名人戦の予選として「順位戦」のシステムが始まった。

### 棋士のタイトル戦創設の歴史
（※以下の年度は、予選開始年ではなく番勝負が実施された年度。日本将棋連盟公式サイトでの表記も同様である）
- 1950年度（昭和25年度）
  - 「全日本選手権戦」（1948年創設、読売新聞社主催）が1950年度から「九段戦」と「名人九段戦」に分けられ、「九段戦」が史上2つめのタイトル戦となった。ただし、この時点では九段戦は「名人に次ぐ実力者を決める棋戦」という位置付けであり、名人以外の棋士によって争われた。九段戦終了後に行われる名人九段戦によって全日本選手権者が決せられた。
- 1951年度（昭和26年度）
  - 前年度創設の「王将戦」（1950年度創設、毎日新聞社主催）が1951年度にタイトル戦となり、タイトル戦が3つとなる。

（タイトル戦が「名人戦」「九段戦」「王将戦」の3棋戦という時代が約10年間続く。）
- 1960年度（昭和35年度）
  - 早指し王位戦（産経新聞社主催）に名人A級勝抜戦（ブロック紙3社連合主催）が合流してタイトル戦「王位戦」（産経新聞社・ブロック紙3社連合主催）が始まり、タイトル戦は4つとなる。
- 1962年度（昭和37年度）
  - 九段戦（全日本選手権戦）が「十段戦」に改称される。
  - 史上初の1年度2期（前期・後期）のタイトル戦として棋聖戦（産経新聞社主催）が開始（棋聖戦開始に伴い、産経新聞社は王位戦の主催者から離脱）。

（以降、タイトル戦の数が5つ、年間のタイトル戦の回数が6回という時代が十余年続く。）
- 1975年度（昭和50年度）
  - 前年度創設の「棋王戦」（1974年度創設、共同通信社主催）が1975年度にタイトル戦に昇格、タイトル戦は6つ（年7回）となる。
- 1983年度（昭和58年度）
  - 「王座戦」（1953年度 = 昭和28年度 創設、日本経済新聞社主催）が1983年度にタイトル戦に昇格、タイトル戦は7つ（年8回）となる。
- 1988年度（昭和63年度）
  - 十段戦が発展解消して、賞金額トップの「竜王戦」（読売新聞社主催）が誕生。棋戦としての序列で名人戦を上回る初のタイトル戦となった。竜王のタイトルと名人のタイトルは同格である（表記は主に竜王、名人の順）。
- 1995年度（平成7年度）
  - 棋聖戦が他のタイトル戦と同じく年1期制となり、タイトル戦は年8回（棋聖戦 年2期）から年7回となる。

タイトル戦（全7棋戦、序列順）：
竜王戦・名人戦・棋聖戦・王位戦・王座戦・棋王戦・王将戦
- 2009年度（平成21年度）
  - 棋聖戦が2009年8月以降は序列6位に変更。

タイトル戦（全7棋戦、序列順）：
竜王戦・名人戦・王位戦・王座戦・棋王戦・棋聖戦・王将戦（下線は変更点）
- 2010年度（平成22年度）
  - 棋聖戦が2010年10月以降は序列7位に変更。

タイトル戦（全7棋戦、序列順）：
竜王戦・名人戦・王位戦・王座戦・棋王戦・王将戦・棋聖戦（下線は変更点）
- 2017年度（平成29年度）
  - 「叡王戦」（2015年度＝平成27年度創設、ドワンゴ主催）が第3期からタイトル戦に昇格（1日制七番勝負、事前振り駒制・変動持ち時間制＜1時間・3時間・5時間＞を採用[16]）。タイトル戦の数は8つとなった。年8回のタイトル戦開催は23年ぶり。叡王戦の序列は3位で[17]、新聞社・通信社以外がタイトル主催者になるのは史上初。

タイトル戦（全8棋戦、序列順）：
竜王戦・名人戦・叡王戦・王位戦・王座戦・棋王戦・王将戦・棋聖戦（下線は変更点）
- 2021年度（令和3年度）
  - 叡王戦の主催者が第6期以降の不二家に変更となり五番勝負（固定持ち時間制）に移行、序列6位に変更。

タイトル戦（全8棋戦、序列順）：
竜王戦・名人戦・王位戦・王座戦・棋王戦・叡王戦・王将戦・棋聖戦（下線は変更点）
- 2022年度（令和4年度）
  - 叡王戦が第8期開始の2022年6月以降は序列4位に変更。

タイトル戦（全8棋戦、序列順）：
竜王戦・名人戦・王位戦・叡王戦・王座戦・棋王戦・王将戦・棋聖戦（下線は変更点）
- 2024年度（令和6年度）
  - 叡王戦が第10期開始の2024年7月以降は序列3位に変更。

タイトル戦（全8棋戦、序列順）：
竜王戦・名人戦・叡王戦・王位戦・王座戦・棋王戦・王将戦・棋聖戦（下線は変更点）
- 2025年度（令和7年度）
  - 棋聖戦が賞金額を4000万円に増額、第96期五番勝負開始の2025年5月以降は序列6位に変更。

タイトル戦（全8棋戦、序列順）：
竜王戦・名人戦・叡王戦・王位戦・王座戦・棋聖戦・棋王戦・王将戦（下線は変更点）

### タイトル戦の序列
8つのタイトル戦には序列が存在しており、この序列は契約金の額に基づく。このため契約金が変更されれば序列も変更される。
2025年5月時点におけるタイトル戦の序列は以下のとおりである。
| 将棋タイトル棋戦の序列一覧 （2024年7月時点） 1. 竜王戦0000 2. 名人戦 3. 叡王戦（2024年6月までは序列4位） 4. 王位戦（2024年6月までは序列3位） 5. 王座戦 6. 棋王戦 7. 王将戦 8. 棋聖戦 | → | 将棋タイトル棋戦の序列一覧 （2025年5月時点） 1. 竜王戦0000 2. 名人戦 3. 叡王戦 4. 王位戦 5. 王座戦 6. 棋聖戦（2025年4月までは序列8位） 7. 棋王戦（2025年4月までは序列6位） 8. 王将戦（2025年4月までは序列7位） |

#### 棋士の序列
上記の棋戦の序列を受けて、棋士の序列は以下のように決められる。
1. 竜王と名人
  - タイトル数が多い者が1位、少ない者が2位。
  - タイトル数が同じ場合[注 11]、棋士番号が小さい者が1位[注 12]、大きい者が2位[20]。
2. その他のタイトル保持者
  - タイトル数が多い順に上位。
  - タイトル数が同じ場合、より上位のタイトルを持っている者が上位。
3. 永世名人襲位者[21]
4. 永世称号襲位者
5. 永世称号資格者
  - より早く何らかの資格を得た者が上位。種類や数は関係ない[注 13]。
6. 段位
  - 段位が高い者が上位。
  - 段位が同じ場合、より早くその段位になった者が上位。

名目上の序列は以上のようになるが、実際の運用においてはタイトルを持たない場合で段位が同じ場合は、棋士番号が小さい者が上座に座るのが暗黙の了解とされており、タイトルホルダーであっても実績に勝る先輩棋士や引退を控えた大棋士に対して敬意を表して上座を譲る光景がまれに見られる。

#### 竜王と名人
上記のようにタイトルの中でも、竜王と名人は別格に扱われる。この両タイトルのいずれかを所持している場合は他のタイトルの有無に関わらず「竜王」または「名人」とだけ呼ばれ、また、両タイトルを同時に保持した場合「竜王・名人」という特別な呼称で呼ばれる。「竜王・名人」の称号を獲得した棋士は、下表のとおり5名（延べ7回）だけである。この5名の「竜王・名人」のうち、通年で両タイトルを防衛したのは羽生と藤井の2例のみ、両タイトルを2期以上防衛し「竜王・名人」を2年以上名乗ることになったのは藤井だけである。
| 竜王・名人       | 「竜王・名人」 称号 獲得棋戦   | 竜王戦 防衛                                 | 名人戦 防衛                                     | 「竜王・名人」 称号 失冠棋戦   | 「竜王・名人」 期間 |
| ---------------- | ------------------------------ | ------------------------------------------- | ----------------------------------------------- | ------------------------------ | ------------------- |
| 羽生善治 (1回目) | 第7期竜王戦 (1994) 竜王獲得    | 1期 防衛 （第8期・1995）                    | 2期 防衛 （第53期・1995年 ） - 第54期・1996年） | 第9期竜王戦 (1996) 竜王失冠    | 1年11か月           |
| 谷川浩司         | 第55期名人戦 (1997年) 名人獲得 | 1期 防衛 （第10期・1997）                   | －                                              | 第56期名人戦 (1998年) 名人失冠 | 1年7日              |
| 羽生善治 (2回目) | 第61期名人戦 (2003年) 名人獲得 | －                                          | －                                              | 第16期竜王戦 (2003) 竜王失冠   | 191日               |
| 森内俊之 (1回目) | 第62期名人戦 (2004年) 名人獲得 | －                                          | －                                              | 第17期竜王戦 (2004) 竜王失冠   | 200日               |
| 森内俊之 (2回目) | 第26期竜王戦 (2013) 竜王獲得   | －                                          | －                                              | 第72期名人戦 (2014年) 名人失冠 | 173日               |
| 豊島将之         | 第32期竜王戦 (2019) 竜王獲得   | －                                          | －                                              | 第78期名人戦 (2020年) 名人失冠 | 252日               |
| 藤井聡太         | 第81期名人戦 (2023年) 名人獲得 | 2期 防衛 （第36期・2023 ） - 第37期・2024） | 2期 防衛 （第82期・2024年 ） - 第83期・2025年） | （現「竜王・名人」）           | 2年2か月 継続中     |

竜王と名人が他タイトルとは別格に扱われる点は以下の通り。
- 他タイトルを同時に保有していても、原則として「竜王・名人」「竜王」「名人」と呼称される。
- 昇段事由として、他タイトルより優位である。竜王位は獲得1期で八段、獲得2期で九段に昇段。名人位は獲得1期で九段に昇段する。一方、その他のタイトル獲得については、獲得1期で七段に、獲得2期で八段に[25][注 14]、獲得3期で九段に昇段する[26][注 15]。
- 日本将棋連盟がアマチュアに発行する段位免状に、連盟会長と共に署名する[27]。署名順は、連盟会長→名人→竜王に固定されており、棋士序列と連動しない[注 16]。

なおタイトルとしての竜王と名人は、公式には同格という扱いになっている。ただ、歴史の長さなどを理由に「名人位は特別なタイトル」という意見を持つ棋士も少なくなく、渡辺明などはその旨を公言している。週刊将棋1994年1月26日号では、「名人は天皇、竜王は首相」と表現している。

#### 前竜王・前名人
かつては竜王と名人はタイトルを失い、無冠になった後も、次年度の当該タイトル戦が終了するまでは「前竜王」「前名人」「前竜王・前名人」（竜王・名人の両方を失った場合）という称号を名乗ることができた。「前竜王・前名人」「前竜王」「前名人」の棋士序列は、永世称号襲位者の次であった。「前竜王」と「前名人」が共に存在する場合、当該タイトルを後に失った方が上位である。「前名人」は1994年度に米長邦雄が、「前竜王」は1995年度に佐藤康光が名乗ったのが最後であり、1998年度に名人と竜王を立て続けに失冠して無冠になった谷川浩司がそのまま「九段」を名乗ってからは、「前竜王・前名人」「前名人」「前竜王」を名乗る棋士は出なかった。2018年12月に竜王を失って27年ぶりに無冠となった羽生善治は「前竜王」を辞退して段位である「九段」を名乗ることを選択した。2020年2月に「前竜王・前名人」「前竜王」「前名人」の称号は廃止された。

### 女流タイトル戦創設の歴史
- 1974年度（昭和49年度）
  - 女流棋士制度の発足とともに報知新聞主催で「女流名人位戦（現：岡田美術館杯女流名人戦）」が創設された[37][注 18]。
- 1978年度（昭和53年度）
  - 2つ目のタイトル戦である「女流王将戦」が将棋マガジン主催で創設。第1期の番勝負は1979年度の4月に開催。2008年度で一旦休止となるが翌年から霧島酒造杯女流王将戦として再開した。
- 1989年度（平成元年度）
  - 三社連合主催で王位戦の姉妹棋戦として11年ぶりに3つ目のタイトル戦である「女流王位戦」が創設。第1期の番勝負は1990年度の4月に開催。
- 1993年度（平成5年度）
  - 大山康晴十五世名人の出身地である倉敷市、山陽新聞などの主催で「大山名人杯倉敷藤花戦」が創設。地方自治体が主催者となるのは史上初。
- 2000年度（平成12年度）
  - 2000年6月22日付で当時の女流タイトル保持者の席次を「タイトル創設順」と理事会で決定[38]。
    - 創設順に、(1)女流名人、(2)女流王将、(3)女流王位、(4)倉敷藤花、の席次順。
    - 複数のタイトルを保持する場合でも、タイトル数とは関係なく、創設順のタイトルを保持している順の席次となる。
- 2007年度（平成19年度）
  - 1987年度より行われていた週刊将棋主催のレディースオープントーナメント（女流一般棋戦）を発展的解消をして、新たに「マイナビ女子オープン」を創設、女流タイトル戦として格上げされた。優勝賞金額は女流棋戦最高(当時)となる500万円[39]。番勝負は2008年度の4月に開催。
  - 女流タイトルの序列は、「女王」以下は創設順に、(1)女王、(2)女流名人、(3)女流王将、(4)女流王位、(5)倉敷藤花、の席次順。
- 2011年度（平成23年度）
  - 引退者・奨励会員を含めた史上初の完全オープン棋戦としてリコー主催で「リコー杯女流王座戦」が創設された。優勝賞金500万円、準優勝賞金150万円。

- 女流タイトルの表記順は、「女王」「女流王座」以下は創設順に、(1)女王、(1)女流王座、(3)女流名人、(4)女流王将、(5)女流王位、(6)倉敷藤花、の順。
- 複数のタイトルを保持する場合の表記順を、(1)タイトル数の順、(2)女王、(2)女流王座、(4)タイトル創設順、に変更。
- 2016年度以降の女流タイトルの表記順は、(1)女王、(2)女流王座、(3)女流名人、(4)女流王将、(5)女流王位、(6)倉敷藤花、の順。

- 2019年度（平成31年度）
  - 棋聖戦の特別協賛でもあるヒューリックが主催となって、賞金額トップ（当時）の「ヒューリック杯清麗戦」が創設された。
  - 女流タイトルの表記順は、(1)清麗、(2)女王、(3)女流王座、(4)女流名人、(5)女流王将、(6)女流王位、(7)倉敷藤花、の順。
- 2020年度（令和2年度）
  - ヒューリックが主催となり、賞金額トップの女流棋戦となる「ヒューリック杯 白玲戦・女流順位戦」を創設。
  - 清麗戦の主催がヒューリックから大成建設に交代し「大成建設杯清麗戦」に名称変更。
  - 女流タイトルの表記順は、(1)白玲、(2)清麗、(3)女王、(4)女流王座、(5)女流名人、(6)女流王将、(7)女流王位、(8)倉敷藤花、の順。

2020年現在、女流タイトル戦の数は8つである。なお、男性棋戦と異なり、女流棋戦は白玲戦以外の序列はないが、一覧表記する際は便宜的に「優勝賞金額の順」および「棋戦創設順」に並べる。

## 棋士の棋戦
日本将棋連盟の「棋士」（将棋棋士）の棋戦である。
女流棋士や奨励会員、アマチュア選手の出場枠が設けられているものもある。女流棋士と奨励会の重籍者は、参加枠の適用が棋戦によって異なる。
- 将棋大会のシード条件 - 参加条件の一覧表（アマチュア枠表示付）

### タイトル戦
棋士のタイトル戦は、下表のとおり、2025年現在8つある。この他に終了したタイトル戦として、九段戦・十段戦がある。
※いずれの棋戦も日本将棋連盟が主催者に名を連ねている。
| 棋戦名                    | タイトル 保持者 | 主催協賛                                                                                             | 開始年度 | 称号 | 永世称号 | 番勝負 (日数)    | 持ち時間 (休憩時間) 【1日目封じ手】                           | 優勝賞金 (特別賞除く) | 女流枠    | 奨励会 枠 | アマ枠    |
| ------------------------- | --------------- | --- | -------- | ---- | -------- | ---------------- | ------------------------------------------------------------- | --------------------- | --------- | --------- | --------- |
| 竜王戦                    | 第37期 藤井聡太 | 読売新聞社特別協賛：野村ホールディングス 協賛：東急グループ、UACJ、ヘーベルハウス、あんしん財団、JRA | 1988年   | 竜王 | 永世竜王 | 七番勝負 (2日制) | 8時間 (昼12:30- /60分間) 【封じ手 18時】                      | 4400万円              | 4名 (6組) | 1名 (6組) | 4名 (6組) |
| 名人戦 順位戦             | 第83期 藤井聡太 | (奇数期) 毎日新聞社・朝日新聞社 (偶数期) 朝日新聞社・毎日新聞社協賛：大和証券グループ                | 1935年   | 名人 | 永世名人 | 七番勝負 (2日制) | 9時間 (昼12:30- /60分間) (夕17:00- /30分間) 【封じ手 18時半】 | 非公表                | なし      | なし      | なし      |
| 叡王戦                    | 第10期 伊藤匠   | 不二家特別協賛：ひふみ 協賛：中部電力、豊田通商、豊田自動織機、 日本エイ・エム・ディ、アパグループ   | 2017年   | 叡王 | 永世叡王 | 五番勝負 (1日制) | 4時間(※チェスクロック) (昼12:00- /60分間)                     | 非公表                | なし      | なし      | なし      |
| 伊藤園お〜いお茶杯 王位戦 | 第65期 藤井聡太 | 新聞三社連合特別協賛：伊藤園お〜いお茶                                                               | 1960年   | 王位 | 永世王位 | 七番勝負 (2日制) | 8時間 (昼12:30- /60分間) 【封じ手 18時】                      | 非公表                | 2名       | なし      | なし      |
| 王座戦                    | 第72期 藤井聡太 | 日本経済新聞社特別協賛：東海東京証券                                                                 | 1983年   | 王座 | 名誉王座 | 五番勝負 (1日制) | 5時間(※チェスクロック) (昼12:10- /50分間) (夕17:00- /30分間)  | 非公表                | 4名       | なし      | なし      |
| ヒューリック杯 棋聖戦     | 第96期 藤井聡太 | 産業経済新聞社特別協賛：ヒューリック                                                                 | 1962年   | 棋聖 | 永世棋聖 | 五番勝負 (1日制) | 4時間 (昼12:00- /60分間)                                      | 4000万円              | 2名       | なし      | なし      |
| 棋王戦 コナミグループ杯   | 第50期 藤井聡太 | 共同通信社特別協賛： コナミグループ 協賛：大塚製薬カロリーメイト                                     | 1975年   | 棋王 | 永世棋王 | 五番勝負 (1日制) | 4時間 (昼12:00- /60分間)                                      | 非公表                | 1名       | なし      | 1名       |
| ALSOK杯 王将戦            | 第74期 藤井聡太 | 日本将棋連盟特別協賛：ALSOK 協賛：囲碁・将棋チャンネル他                                             | 1951年   | 王将 | 永世王将 | 七番勝負 (2日制) | 8時間 (昼12:30- /60分間) 【封じ手 18時】                      | 非公表                | なし      | なし      | なし      |

上記の表の持ち時間は番勝負での持ち時間について示している。予選や本戦などでの持ち時間については「持ち時間#将棋」を参照。 叡王戦と王座戦はチェスクロック使用で秒単位の消費時間を算入し、使い切ったら60秒の秒読み(※)。その他のタイトル棋戦ではストップウォッチ使用で秒単位の消費時間を切り捨て、最後の1分を秒読み。

#### タイトル戦の年間スケジュール
| 黄：予選トーナメント（予選T）・予選リーグ（予選L） 緑：本戦トーナメント（本戦T）・本戦リーグ（本戦L）・順位戦 橙：挑戦者決定戦（挑） 水色：タイトル戦番勝負 |

| 棋戦   | 前年度 | 前年度 | 前年度 | 前年度 | 前年度 | 前年度 | 前年度 | 前年度       | 前年度       | 前年度       | 前年度       | 当年度       | 当年度       | 当年度 | 当年度 | 当年度 | 当年度 | 当年度 | 当年度 | 当年度 | 当年度 | 当年度 | 当年度 |
| 棋戦   | 5      | 6      | 7      | 8      | 9      | 10     | 11     | 12           | 1            | 2            | 3            | 4            | 5            | 6      | 7      | 8      | 9      | 10     | 11     | 12     | 1      | 2      | 3      |
| 名人戦 |        | 順位戦 | 順位戦 | 順位戦 | 順位戦 | 順位戦 | 順位戦 | 順位戦       | 順位戦       | 順位戦       | 順位戦       | 番勝負       | 番勝負       | 番勝負 |        |        |        |        |        |        |        |        |        |
| 叡王戦 |        | 予選T  | 予選T  | 予選T  | 予選T  | 予選T  | 予選T  | 予選T        | 本戦T        | 本戦T        | 本戦T        | 番勝負       | 番勝負       | 番勝負 |        |        |        |        |        |        |        |        |        |
| 棋聖戦 | 予選T  | 予選T  | 予選T  | 予選T  | 予選T  | 予選T  | 予選T  | 予選T        | 予選T        | 本戦T        | 本戦T        | 本戦T        |              | 番勝負 | 番勝負 |        |        |        |        |        |        |        |        |
| 王位戦 |        |        |        | 予選T  | 予選T  | 予選T  | 予選T  | 予選T        | 予選T        | 本戦L        | 本戦L        | 本戦L        | 本戦L        | 挑     | 番勝負 | 番勝負 | 番勝負 |        |        |        |        |        |        |
| 王座戦 |        |        |        | 予選T  | 予選T  | 予選T  | 予選T  | 予選T        | 予選T        | 予選T        | 予選T        | 本戦T        | 本戦T        | 本戦T  | 本戦T  |        | 番勝負 | 番勝負 |        |        |        |        |        |
| 竜王戦 |        |        |        |        |        |        |        | ランキング戦 | ランキング戦 | ランキング戦 | ランキング戦 | ランキング戦 | ランキング戦 | 本戦T  | 本戦T  | 本戦T  | 挑     | 番勝負 | 番勝負 | 番勝負 |        |        |        |
| 王将戦 |        |        |        |        |        |        |        |              | 予選T        | 予選T        | 予選T        | 予選T        | 予選T        | 予選T  | 予選T  | 予選T  | 本戦L  | 本戦L  | 本戦L  |        | 番勝負 | 番勝負 | 番勝負 |
| 棋王戦 |        |        |        |        |        |        |        |              | 予選T        | 予選T        | 予選T        | 予選T        | 予選T        | 本戦T  | 本戦T  | 本戦T  | 本戦T  | 本戦T  | 本戦T  | 挑     |        | 番勝負 | 番勝負 |

### 一般棋戦
タイトル戦以外の公式棋戦は「一般棋戦」と総称される。「一般棋戦」はさらに「全棋士参加棋戦」とそれ以外（上位棋士選抜・その他選抜棋戦）に二分される。
出場した同一年度内の一般棋戦全棋戦で優勝した場合には、他のスポーツ競技に倣い「一般棋戦（年度）グランドスラム」とも称される。

#### 全棋士参加棋戦・上位棋士選抜棋戦
全棋士参加棋戦は、タイトルの有無、棋士の段位・年齢等に関係なく、全ての棋士が出場する公式棋戦であり、朝日杯・銀河戦・NHK杯が該当する。上位棋士選抜棋戦は選考基準上位棋士が出場する公式棋戦であり、将棋日本シリーズが該当する。
| 棋戦名                        | 主催 (日本将棋連盟以外) 協賛                 | 開始年度 | 棋士枠                                                                 | 称号           | 持ち時間          | 秒読み | 考慮時間              | 優勝賞金 | 女流枠 | アマ枠 | 奨励会 枠 |
| ----------------------------- | -------------------------------------------- | -------- | ---------------------------------------------------------------------- | -------------- | ----------------- | ------ | --------------------- | -------- | ------ | ------ | --------- |
| 朝日杯 将棋オープン戦         | (主催)朝日新聞社 (特別協賛) 三井住友トラスト | 2007年   | 全棋士                                                                 | なし           | 40分              | 1分    | なし                  | 750万円  | 3名    | 10名   | なし      |
| 銀河戦                        | (主催) 囲碁・将棋チャンネル                  | 1991年   | 全棋士                                                                 | 銀河           | 本戦15分 予選25分 | 30秒   | 本戦1分x10回 予選なし | 非公表   | 2名    | 4名    | なし      |
| NHK杯テレビ将棋 トーナメント  | (主催) 日本放送協会                          | 1951年   | 全棋士                                                                 | NHK杯 選手権者 | 本戦10分 予選20分 | 30秒   | 本戦1分x10回 予選なし | 非公表   | 1名    | なし   | なし      |
| 将棋日本シリーズ JTプロ公式戦 | (主催)地方新聞11社 (協賛)JT                  | 1980年   | 序列上位12名 - 前回優勝者 - タイトル保持者 - 獲得賞金ランキング 上位者 | JT杯覇者       | 10分              | 30秒   | 1分x5回               | 500万円  | なし   | なし   | なし      |

#### その他選抜棋戦
| 棋戦名            | 主催 (日本将棋連盟以外) 協賛                           | 開始年度 | 棋士枠                                                                 | 称号   | 持ち時間           | 考慮時間 | 優勝賞金 | 女流枠 | アマ枠 | 奨励会 枠 |
| ----------------- | ------------------------------------------------------ | -------- | ---------------------------------------------------------------------- | ------ | ------------------ | -------- | -------- | ------ | ------ | --------- |
| 達人戦 立川立飛杯 | (特別協賛) 立飛ホールディングス (協賛) トヨタS&D西東京 | 2023年   | 50歳以上の棋士                                                         | 達人   | 予選1時間 本戦30分 | なし     | 非公表   | なし   | なし   | なし      |
| 新人王戦          | (主催) しんぶん赤旗                                    | 1970年   | - 四段昇段初年度の棋士 - タイトル戦未出場の 六段以下かつ26歳以下の棋士 | 新人王 | 3時間              | なし     | 非公表   | 4名    | 1名    | あり      |
| 加古川青流戦      | (主催) 加古川市 加古川市ウェルネス協会                 | 2011年   | 四段の棋士                                                             | 青流   | 1時間              | なし     | 非公表   | 2名    | 3名    | あり      |

### 非公式戦
| 棋戦名                                          | 主催・協賛                        | 開始年度 | 出場棋士                                      | 持ち時間                                   | 考慮時間 | 優勝賞金                            | 女流枠 | 奨励会枠 | アマ枠 |
| ----------------------------------------------- | --------------------------------- | -------- | --------------------------------------------- | ------------------------------------------ | -------- | ----------------------------------- | ------ | -------- | ------ |
| ABEMAトーナメント                               | ABEMA                             | 2018年   | エントリー制 【各チーム3名】                  | 5分+1手毎に5秒加算 （フィッシャールール）  | なし     | 1000万円                            | なし   | なし     | なし   |
| SUNTORY 将棋オールスター 東西対抗戦（準公式戦） | サントリー食品 インターナショナル | 2021年   | エントリー制 【決勝 各チーム6名】 (2021：5名) | 一手30秒未満 （初手から30秒将棋）          | なし     | 0600万円 (2022以降) 0500万円 (2021) | なし   | なし     | なし   |
| 新銀河戦                                        | 囲碁・将棋チャンネル              | 2021年   | 選抜                                          | 1分+1手毎に10秒加算 （フィッシャールール） | なし     | 非公表                              | 8名    | なし     | なし   |

### 終了・休止棋戦
太字は現在の日本将棋連盟が公認しているタイトル戦。
- 名人戦・王将戦の前身棋戦（主催：毎日新聞・朝日新聞・ほか）
  - （終世名人）[注 47]（1612-1936）→名人戦[注 48]（1937-1946）→名人戦（下位棋戦：順位戦）[注 49]（1947-）
  - （名人戦）→王将戦[注 50]（1950）→王将戦[注 51]（1951-）
  - （名人戦）→全日本トーナメント戦[注 52]（1982-2000）→朝日選手権戦[注 53]（2001-2006）→朝日杯戦[注 54]（2007-）
- 竜王戦の前身棋戦（主催：読売新聞）
  - 全日本選手権戦（1948-1949）
→全日本選手権戦（下位棋戦：九段戦）[注 55]（1950-1955）→
→九段戦（1956-1961）→十段戦（1962-1987）→竜王戦（1988-）
  - 全八段戦（1952-1955）→九段戦へ統合
- 王位戦・棋聖戦の前身棋戦（主催：産経新聞・新聞三社連合・ほか）
  - 産経杯戦[注 56]（1951-1953）→早指し王位戦[注 57]（1954-1959）→王位戦[注 58]（1960-）
  - 名人A級勝抜戦[注 59]（1950-1959）→王位戦へ統合
  - B級選抜トーナメント戦[注 60]（1954-1959）→王位戦へ統合
  - 高松宮賞選手権戦[注 61]（1956-1966）→王位戦へ統合
  - （王位戦）→棋聖戦[注 62]（1962-）
- 王座戦の前身棋戦（主催：日経新聞）
  - 王座戦（1953-1982）→王座戦[注 63]（1983-）
- 棋王戦の前身棋戦（主催：共同通信・ほか）
  - 九、八、七段戦[注 64]（1954-1956）→日本一杯戦（1957-1960）→最強者決定戦（1961-1973）→棋王戦（下位棋戦：名棋戦）[注 65]（1974）→棋王戦（下位棋戦：名棋戦）[注 66]（1975-1980）→棋王戦（1981-）
  - 六、五、四段戦[注 67]（1955-1956）→古豪新鋭戦（1957-1973）→名棋戦（棋王戦の下位棋戦）へ
  - 東西対抗勝継戦[注 68]（1951-1967）→日本将棋連盟杯戦[注 69]（1968-1984）→天王戦[注 70]（1985-1992）→棋王戦へ統合
- 叡王戦の前身棋戦（主催：ドワンゴ）
  - 電王戦[注 71]（2012-2014）→電王戦（下位棋戦：叡王戦）[注 72]（2015-2016）→叡王戦（2017-）
- その他の棋戦
  - 朝日新聞主催：昭和番付編成将棋（1940-1943）
  - テレビ東京主催：早指し選手権戦（1972-1981）→早指し選手権戦（下位棋戦：早指し新鋭戦）[注 73]（1982-2002）
  - 週刊文春主催：名将戦（1973-1987）
  - 近代将棋主催：若獅子戦[注 74]（1977-1991）
  - 日刊ゲンダイ主催：オールスター勝ち抜き戦（1978-2003）
  - 日本将棋連盟主催：ネット将棋・最強戦（2007-2012）
  - 大阪新聞主催（非公式）：若駒戦[注 75]（1978-1992）
  - 近代将棋主催（非公式）：近将カップ戦[注 76]（2003-2005）
  - 週刊朝日主催（非公式）：富士通杯達人戦（1993-2014）[注 77]
  - 日本将棋連盟主催、ヤマダデンキ特別協賛：YAMADAチャレンジ杯（2016-2021、ただし2020-2021は中止）

## 女流棋戦

### 女流タイトル戦
女流タイトル戦は、日本将棋連盟が運営し、所属（日本将棋連盟、日本女子プロ将棋協会、フリー）にかかわらず、全ての現役女流棋士（休場者を除く）に出場義務が課される。リコー杯女流王座戦のみはエントリー制を採用しているため、出場を辞退できる。
マイナビ女子オープンとリコー杯女流王座戦はオープン棋戦であり、女性奨励会員（女流棋士と奨励会の重籍者を除く。以下同じ。）、予選を通過した女性アマチュア選手も出場できる。女流王将戦は、出場資格が「女流棋戦タイトルホルダーと女流棋士と選抜された女流アマチュアで行います。」と規定されているため、女流タイトル在位者は無条件に出場できる。女性奨励会員が出場できる女流タイトル戦は、マイナビ女子オープンと女流王座戦の2つである。どちらかの棋戦で女流タイトル保持者となった場合は女流王将戦が加わり最大3つである。
また、主催者により選抜された女性アマチュア選手の出場枠が設けられている棋戦も2棋戦あり、アマチュア参加女流棋戦は合わせて4棋戦ある。
2020年に白玲戦とその予選を兼ねる女流順位戦が創設され、女流タイトル戦は8つとなった。番勝負は全て1日制。「将棋の女流タイトル在位者一覧」も参照。
※いずれの棋戦も日本将棋連盟が主催者に名を連ねている。
| 棋戦                             | 現在の 保持者   | 主催・協賛                                             | 開始年度 | 女流棋士・ 女性奨励会員 以外の女性参加枠 | 称号     | クイーン称号 （永世称号）       | 番勝負 | 持ち時間 | 優勝賞金 (特別賞除く) |
| -------------------------------- | --------------- | ------------------------------------------------------ | -------- | ---------------------------------------- | -------- | ------------------------------- | ------ | -------- | --------------------- |
| ヒューリック杯 白玲戦 女流順位戦 | 第4期 西山朋佳  | ヒューリック                                           | 2020年   | （現役女流棋士のみ）                     | 白玲     | クイーン白玲 (通算5期)          | 七番   | 4時間    | 4000万円              |
| 大成建設杯 清麗戦                | 第6期 福間香奈  | 大成建設                                               | 2019年   | （現役女流棋士のみ）                     | 清麗     | クイーン清麗 (通算5期)          | 五番   | 4時間    | 0700万円              |
| マイナビ 女子オープン            | 第18期 福間香奈 | マイナビ                                               | 2007年   | アマチュア （予選で選抜）                | 女王     | 永世女王 (連続5期または通算7期) | 五番   | 3時間    | 0500万円              |
| リコー杯 女流王座戦              | 第14期 福間香奈 | リコー日本経済新聞社（特別協力）                       | 2011年   | アマチュア （予選で選抜）                | 女流王座 | クイーン王座 (通算5期)          | 五番   | 3時間    | 0500万円              |
| ユニバーサル杯 女流名人戦        | 第51期 福間香奈 | 報知新聞社ユニバーサルエンターテインメント（特別協賛） | 1974年   | （現役女流棋士のみ）                     | 女流名人 | クイーン名人 (通算5期)          | 五番   | 3時間    | 非公表                |
| 女流王位戦                       | 第35期 福間香奈 | 新聞三社連合 日本女子プロ将棋協会                      | 1989年   | （現役女流棋士のみ）                     | 女流王位 | クイーン王位 (通算5期)          | 五番   | 4時間    | 非公表                |
| 霧島酒造杯 女流王将戦            | 第46期 西山朋佳 | 囲碁将棋チャンネル霧島酒造（協賛） BTV（協力）         | 1978年   | アマチュア （選抜5名）                   | 女流王将 | クイーン王将 (通算5期)          | 三番   | 3時間    | 非公表                |
| 大山名人杯 倉敷藤花戦            | 第32期 福間香奈 | 倉敷市 倉敷市文化振興財団（アルスくらしき） 山陽新聞   | 1993年   | アマチュア （選抜2名）                   | 倉敷藤花 | クイーン倉敷藤花 (通算5期)      | 三番   | 2時間    | 非公表                |

1. 1 2 3 4  対局時計使用で切れたら1手1分未満。
2. ↑  対局時計使用。2008年までは五番勝負・3時間、2009年から2017年までは三番勝負・25分・切れ40秒であった。

#### 女流タイトル戦の年間スケジュール
| ：予備予選/予選トーナメント(予選T)・予選リーグ(予選L) ：本戦トーナメント(本戦T)・本戦リーグ(本戦L)・順位戦 ：挑戦者決定戦(挑) ：タイトル戦番勝負 |

| 棋戦         | 前年度 | 前年度 | 前年度 | 前年度 | 前年度 | 前年度 | 前年度 | 前年度 | 前年度 | 前年度 | 前年度 | 当年度 | 当年度 | 当年度 | 当年度 | 当年度 | 当年度 | 当年度 | 当年度 | 当年度 | 当年度 | 当年度 | 当年度 |
| 棋戦         | 6      | 7      | 8      | 9      | 10     | 11     | 12     | 1      | 2      | 3      | 4      | 5      | 6      | 7      | 8      | 9      | 10     | 11     | 12     | 1      | 2      | 3      |        |
| 女子オープン | 予選T  | 予選T  | 本戦T  | 本戦T  | 本戦T  | 本戦T  | 本戦T  | 本戦T  | 本戦T  | 本戦T  | 番勝負 | 番勝負 | 番勝負 |        |        |        |        |        |        |        |        |        |        |
| 女流王位戦   |        |        | 予選T  | 予選T  | 予選T  | 本戦L  | 本戦L  | 本戦L  | 本戦L  | 挑     | 番勝負 | 番勝負 | 番勝負 |        |        |        |        |        |        |        |        |        |        |
| 清麗戦       |        |        |        |        | 予選T  | 予選T  | 予選T  | 予選T  | 予選T  | 予選T  | 予選T  | 本     |        | 番勝負 | 番勝負 |        |        |        |        |        |        |        |        |
| 白玲戦       |        |        |        |        | 順位戦 | 順位戦 | 順位戦 | 順位戦 | 順位戦 | 順位戦 | 順位戦 | 順位戦 | 順位戦 | 順位戦 | 番勝負 | 番勝負 | 番勝負 |        |        |        |        |        |        |
| 女流王将戦   |        |        |        |        |        |        |        | 予選T  | 予選T  |        | 本戦T  | 本戦T  | 本戦T  | 本戦T  | 本戦T  |        | 番     |        |        |        |        |        |        |
| 倉敷藤花戦   |        |        |        |        |        |        |        |        |        | 本戦T  | 本戦T  | 本戦T  | 本戦T  | 本戦T  | 本戦T  | 本戦T  |        | 番     |        |        |        |        |        |
| 女流王座戦   |        |        |        |        |        |        |        |        |        |        |        | 予選T  | 予選T  | 本戦T  | 本戦T  | 本戦T  | 番勝負 | 番勝負 | 番勝負 |        |        |        |        |
| 女流名人戦   |        |        |        |        |        |        | 予選T  | 予選T  | 予選T  | 予選T  | 本戦L  | 本戦L  | 本戦L  | 本戦L  | 本戦L  | 本戦L  | 本戦L  | 本戦L  |        | 番勝負 | 番勝負 | 番勝負 |        |

直近をより重視の上、直近5期を参考(開催期により前後することもあります)

### 女流一般棋戦
2023年度を以って「YAMADA女流チャレンジ杯」が休止・終了棋戦扱いとなった以降、女流一般棋戦（公式戦）は行われていない（2025年1月時点）。
| 棋戦名 | 主催・協賛 | 開始 年度 | 棋士枠 | アマ 枠 | 称号 | 持ち 時間 | 考慮 時間 | 優勝賞金 |
| ------ | ---------- | --------- | ------ | ------- | ---- | --------- | --------- | -------- |

### 非公式戦
- 白瀧あゆみ杯争奪戦（日本将棋連盟主催）
- トーヨーカネツ杯関西女流新鋭戦（日本将棋連盟主催）
- 1dayトーナメント（日本女子プロ将棋協会主催）
- 女流ABEMAトーナメント（AbemaTV主催、2020-2021・2023年）

### 終了・休止女流棋戦
女流公式棋戦
- 鹿島杯女流将棋トーナメント（東京メトロポリタンテレビジョン主催、鹿島建設協賛）
- レディースオープントーナメント（週刊将棋主催）※マイナビ女子オープンに移行
- 大和証券杯ネット将棋・女流最強戦（日本将棋連盟主催、大和証券グループ特別協賛）
- YAMADA女流チャレンジ杯（日本将棋連盟主催、上州将棋祭り委員会・ヤマダデンキ特別協賛）

非公式戦
- NSN女流プロトーナメント戦（日本将棋ネットワーク主催）
- きしろ杯争奪関西女流メイショウ戦（日本将棋連盟関西本部主催、神戸新聞社・デイリースポーツ社後援、きしろ協賛）
- LADIES HOLLY CUP（日本将棋連盟女流棋士会主催）
- NTTル・パルク杯天河戦（日本女子プロ将棋協会主催、NTTル・パルク協賛）
- 日レスインビテーションカップ（日本女子プロ将棋協会主催、日本レストランシステム協賛）
- 世田谷花みず木女流オープン戦（二子玉川花みず木実行委員会、世田谷区、世田谷青少年将棋連盟 主催）

## 永世称号

### 永世称号の制定 (1949年以降)
現在の将棋界だけでなく囲碁界も含めて永世称号が制度化されたのは、1949年の「永世名人」からである。終身名人位制としての「名人」は関根金次郎十三世名人の名人退位（1938年）により廃止されていたが、1949年に日本将棋連盟が「永世称号」として終身名人位制を復活させた。1949年8月28日付の「朝日新聞」では以下のように報じられた。

「第十三世名人関根金次郎氏以来、終身名人位制は廃止されていたが、日本将棋連盟では今後この制度を復活させることになった。すなわち名人戦において名人位を五期以上得た人が名人位を退いた場合は、連盟に審査会を設け、人格、識見、功労などを審査のうえ、終身名人位を贈ることとしたもの。したがって現名人木村義雄氏がもし名人位を退いた場合は、すでに同氏は名人位を六期得ているので、第十四世名人となるものと予想される。」
「朝日新聞」（1949年8月28日）

その後、他のタイトル戦においても永世称号がそれぞれ制定された。1954年には「永世九段」（1962年の十段戦への移行まで）、1965年には「永世棋聖」、1973年には「永世王将」、1980年には「永世十段」（1988年の竜王戦への移行まで）が制定された。1990年代には、「永世棋王」（1995年）、「名誉王座」（1996年）、「永世竜王」（同1996年）、「永世王位」（1997年）が相次いで制定され、当時存在した7つのタイトル全てに永世称号が制定された。2017年に叡王戦が新たなタイトル戦に昇格すると、その永世称号として「永世叡王」が2023年に制定され、これを以って現在の8つのタイトル戦全てに永世称号が制定された。

### 永世称号一覧
永世称号は、同一タイトルを一定の期数を獲得した者に与えられる称号であり、前述のとおり、現存する8タイトル戦および2つの終了タイトル戦（九段戦・十段戦）に制定されている。また、一般棋戦ではNHK杯戦で永世称号に準じた「名誉NHK杯選手権者」の称号が制定されている。各棋戦には永世称号獲得のために必要な、連続または通算タイトル獲得期数あるいは優勝回数が規定されている。現在は、永世棋王だけが連続獲得のみの規定である。
永世称号の名称はタイトル名に「永世」または「名誉」を冠したものである。「名誉」を冠するのはタイトル戦では王座戦（日本経済新聞社主催。囲碁の王座戦も主催しているため、囲碁と同じ称号となった）のみである。また、永世名人の場合は資格を得た順に番号が付き「○○世名人」と呼称される（名人 (将棋)#永世名人を参照）。
永世称号を名乗り始めることを「永世（または名誉）○○に就位する」あるいは「永世（または名誉）○○を名乗る」と言う。ただし、永世名人の場合は「○○世名人を襲位する」と言う。
なお、タイトルの実績とは無関係に贈られた名誉称号（例：名誉名人、名誉九段）も存在する。塚田正夫は十段を獲得したことはないが、十段戦の前身棋戦である九段戦で永世九段を獲得し、逝去後に名誉十段が贈られている。
棋士のタイトル永世称号は引退後に名乗るのが原則とされているが、実際には、塚田正夫は永世称号に基づいて「九段」を称しており、また、大山康晴（永世王将、のちに十五世名人も）、中原誠（永世十段、のちに名誉王座・十六世名人・永世棋聖・永世王位も）、米長邦雄（永世棋聖）、谷川浩司（十七世名人）と、いずれも現役のまま永世称号を名乗っており、木村義雄が引退と同時に十四世名人を襲位した1952年以降、引退してから初めて永世称号を名乗った例は一つもない。なお名誉王座については、囲碁の名誉称号と同じく現役でも満60歳に達すると名乗ることができる。また、名誉NHK杯選手権者については達成直後に称号が贈られている。
永世称号一覧
- 襲位（就位）年が現役時代の場合は太字現役で表記
- 九段戦（永世九段）・十段戦（永世十段）は終了棋戦
- （年齢）は達成当時または襲位(就位)当時の年齢

| 永世称号           | 制定年 | 条件                    | 達成者     | 達成年   | 達成時年齢所要年数 (四段昇段後) | 獲得要件 (獲得期)                   | 襲位(就位)年 (当時年齢) | 襲位(就位)年 (当時年齢) | 備考                                                   |
| ------------------ | ------ | ----------------------- | ---------- | -------- | ------------------------------- | ----------------------------------- | ----------------------- | ----------------------- | ------------------------------------------------------ |
| 永世竜王           | 1996年 | 連続5期 または 通算7期  | 渡辺明     | 2008年   | 24歳7か月 8年8か月              | 連続5期 (17-21)                     | (現役)                  | (現役)                  |                                                        |
| 永世竜王           | 1996年 | 連続5期 または 通算7期  | 羽生善治   | 2017年   | 47歳2か月 31年11か月            | 通算7期 (2,5,7-8,14-15,30)          | (現役)                  | (現役)                  | 史上初の永世七冠を達成                                 |
| 永世名人           | 1949年 | 通算5期                 | 木村義雄   | (1945年) | 40歳24年                        | 通算5期 (1-5)                       | 1952年                  | (47歳)                  | 十四世名人。制定前に規定達成                           |
| 永世名人           | 1949年 | 通算5期                 | 大山康晴   | 1956年   | 33歳3か月 16年3か月             | 通算5期 (11-15)                     | 1976年現役              | (53歳)                  | 十五世名人                                             |
| 永世名人           | 1949年 | 通算5期                 | 中原誠     | 1976年   | 28歳9か月 10年8か月             | 通算5期 (31-35)                     | 2007年現役              | (60歳)                  | 十六世名人                                             |
| 永世名人           | 1949年 | 通算5期                 | 谷川浩司   | 1997年   | 35歳2か月 20年5か月             | 通算5期 (41-42,46-47,55)            | 2022年現役              | (60歳)                  | 十七世名人                                             |
| 永世名人           | 1949年 | 通算5期                 | 森内俊之   | 2007年   | 36歳8か月 20年1か月             | 通算5期 (60,62-65)                  | (現役)                  | (現役)                  | 十八世名人資格者                                       |
| 永世名人           | 1949年 | 通算5期                 | 羽生善治   | 2008年   | 37歳8か月 22年5か月             | 通算5期 (52-54,61,66)               | (現役)                  | (現役)                  | 十九世名人資格者                                       |
| 永世九段           | 1950年 | 連続3期                 | 塚田正夫   | 1954年   | 40歳3か月 22年10か月            | 連続3期 (3-5)                       | 1954年現役              | (40歳)                  | 逝去後(1978年)名誉十段追贈                             |
| 永世九段           | 1950年 | 連続3期                 | (大山康晴) | (1960年) | 37歳8か月 20年9か月             | 連続3期 (9-11)                      | -                       | -                       | 一般的に永世称号に含まれない                           |
| 永世十段           | 1980年 | 通算10期                | 大山康晴   | (1966年) | 42歳9か月 25年10か月            | 通算10期 (九段1,2,9-12 十段1-4)     | 1992年                  | (没後)                  | 制定前に規定達成                                       |
| 永世十段           | 1980年 | 通算10期                | 中原誠     | 1982年   | 35歳3か月 17年2か月             | 通算10期 (9-11,13-18,21)            | 1994年現役              | (46歳)                  |                                                        |
| 永世王位           | 1997年 | 連続5期 または 通算10期 | 大山康晴   | (1964年) | 41歳6か月 24年7か月             | 連続5期 (1-5)                       | 1997年                  | (没後)                  | 制定前に規定達成                                       |
| 永世王位           | 1997年 | 連続5期 または 通算10期 | 中原誠     | (1977年) | 30歳1か月 12年0か月             | 連続5期 (14-18)                     | 2008年現役              | (60歳)                  | 制定前に規定達成                                       |
| 永世王位           | 1997年 | 連続5期 または 通算10期 | 羽生善治   | 1997年   | 26歳11か月 11年8か月            | 連続5期 (34-38)                     | (現役)                  | (現役)                  |                                                        |
| 永世王位           | 1997年 | 連続5期 または 通算10期 | 藤井聡太   | 2024年   | 22歳1か月 7年10か月             | 連続5期 (61-65)                     | (現役)                  | (現役)                  |                                                        |
| 永世叡王           | 2023年 | 通算5期                 | （なし）   | -        | -                               |                                     | -                       | -                       | -                                                      |
| 名誉王座           | 1996年 | 連続5期 または 通算10期 | 中原誠     | (1996年) | 49歳0か月 30年11か月            | ※右記                               | 2007年現役              | (60歳)                  | 通算16期の実績による （優勝10回およびタイトル通算6期） |
| 名誉王座           | 1996年 | 連続5期 または 通算10期 | 羽生善治   | 1996年   | 25歳11か月 10年9か月            | 連続5期 (40-44)                     | (現役)                  | (現役)                  |                                                        |
| 永世棋王           | 1995年 | 連続5期                 | 羽生善治   | 1995年   | 24歳5か月 9年2か月              | 連続5期 (16-20)                     | (現役)                  | (現役)                  |                                                        |
| 永世棋王           | 1995年 | 連続5期                 | 渡辺明     | 2017年   | 32歳11か月 16年11か月           | 連続5期 (38-42)                     | (現役)                  | (現役)                  |                                                        |
| 永世王将           | 1973年 | 通算10期                | 大山康晴   | (1965年) | 43歳0か月 26年1か月             | 通算10期 (2-4,7-11,13-15)           | 1973年現役              | (50歳)                  | 制定前に規定達成                                       |
| 永世王将           | 1973年 | 通算10期                | 羽生善治   | 2006年   | 36歳5か月 21年3か月             | 通算10期 (45-50,52,54-56)           | (現役)                  | (現役)                  |                                                        |
| 永世棋聖           | 1962年 | 通算5期                 | 大山康晴   | 1965年   | 41歳9か月 24年10か月            | 通算5期 (1-5)                       | 1992年                  | (没後)                  |                                                        |
| 永世棋聖           | 1962年 | 通算5期                 | 中原誠     | 1971年   | 23歳11か月 5年10か月            | 通算5期 (12-14,17-18)               | 2008年現役              | (60歳)                  | 永世称号資格獲得の最速記録 (四段昇段後5年306日)        |
| 永世棋聖           | 1962年 | 通算5期                 | 米長邦雄   | 1985年   | 41歳7か月 21年9か月             | 通算5期 (22,36,43-45)               | 1998年現役              | (54歳)                  |                                                        |
| 永世棋聖           | 1962年 | 通算5期                 | 羽生善治   | 1995年   | 24歳9か月 9年6か月              | 通算5期 (62-66)                     | (現役)                  | (現役)                  |                                                        |
| 永世棋聖           | 1962年 | 通算5期                 | 佐藤康光   | 2006年   | 36歳9か月 19年3か月             | 通算5期 (73-77)                     | (現役)                  | (現役)                  |                                                        |
| 永世棋聖           | 1962年 | 通算5期                 | 藤井聡太   | 2024年   | 21歳11か月 7年9か月             | 通算5期 (91-95)                     | (現役)                  | (現役)                  | 永世称号資格獲得の最年少記録 (21歳348日)               |
| 名誉NHK杯 選手権者 | 2012年 | 通算10回 優勝           | 羽生善治   | 2012年   | 41歳5か月 26年2か月             | 通算10期 (38,41,45,47-48 ,50,58-61) | -                       | -                       | （日数は優勝10回目の対局日までの期間）                 |

|          | 達成者数 | 達成者         | 資格獲得した永世称号（獲得順に表記）                                               |
| -------- | -------- | -------------- | ---------------------------------------------------------------------------------- |
| 永世八冠 | -        | （達成者なし） | -                                                                                  |
| 永世七冠 | 1名      | 羽生善治       | 永世棋王・永世棋聖・名誉王座・永世王位・永世王将・永世名人（十九世名人）・永世竜王 |
| 永世六冠 | 1名      | (同上)         |                                                                                    |
| 永世五冠 | 3名      | (同上)         |                                                                                    |
| 永世五冠 | 3名      | 大山康晴       | 永世名人（十五世名人）・永世棋聖・永世王将・永世十段・永世王位                     |
| 永世五冠 | 3名      | 中原誠         | 永世棋聖・永世名人（十六世名人）・永世十段・名誉王座・永世王位                     |
| 永世四冠 | 3名      | (同上3名)      |                                                                                    |
| 永世三冠 | 3名      | (同上3名)      |                                                                                    |
| 永世二冠 | 5名      | (同上3名)      |                                                                                    |
| 永世二冠 | 5名      | 渡辺明         | 永世竜王・永世棋王                                                                 |
| 永世二冠 | 5名      | 藤井聡太       | 永世棋聖・永世王位                                                                 |

### クイーン称号
女流棋戦において永世称号に相当するのは「クイーン称号」である。
女流棋士が初めて「クイーン称号」資格を獲得したのは林葉直子の「クイーン王将」（女流王将戦）で、林葉が女流王将9連覇した年の1990年11月17日（将棋の日）に「クイーン称号」が制定された。その後に創設された女流タイトル戦においても順次「クイーン称号」が制定され、8つの女流タイトル戦のうち制定が最も新しいクイーン称号は、白玲戦における「クイーン白玲」（2024年制定）である。
クイーン称号は、タイトル名称「○○」「女流○○」に対して「クイーン○○」となる（「女流」は付されない）。ただし「マイナビ女子オープン」では、タイトル名称「女王」に対してクイーン称号には「永世女王」となっている。
クイーン称号の獲得には、「永世女王」のみ「連続5期または通算7期」を条件とし、その他の7つの女流タイトル棋戦では「通算5期」をクイーン称号獲得の条件としている。
クイーン称号については、棋士の永世称号とは異なり「原則として引退後に就位」という規定はない。タイトル獲得・防衛によってクイーン称号の条件を満たすと、その期の就位式において、タイトルの就位状に加えて「クイーン称号の就位状」が同時に授与される
。
| クイーン称号     | 資格獲得条件           | 達成者     | 獲得年           | 備考                                            |
| ---------------- | ---------------------- | ---------- | ---------------- | ----------------------------------------------- |
| クイーン白玲     | 通算5期                | -          | -                | (2024年制定)                                    |
| クイーン清麗     | 通算5期                | 福間香奈   | 2024年           | 史上初のクイーン6冠を達成。                     |
| 永世女王         | 連続5期 または 通算7期 | 西山朋佳   | 2022年           | 連続5期                                         |
| クイーン王座     | 通算5期                | 福間香奈   | 2021年           | 史上初のクイーン5冠を達成。                     |
| クイーン名人     | 通算5期                | 中井広恵   | 1992年           |                                                 |
| クイーン名人     | 通算5期                | 清水市代   | 1996年           |                                                 |
| クイーン名人     | 通算5期                | 福間香奈   | 2013年           |                                                 |
| クイーン王位     | 通算5期                | 清水市代   | 1998年           |                                                 |
| クイーン王位     | 通算5期                | 福間香奈   | 2019年           |                                                 |
| クイーン王将     | 通算5期                | (林葉直子) | (1990年11月制定) | （当時9連覇中／日本将棋連盟退会以降は資格喪失） |
| クイーン王将     | 通算5期                | 清水市代   | 2000年           | 史上初のクイーン4冠を達成（当時クイーン全冠）。 |
| クイーン王将     | 通算5期                | 福間香奈   | 2016年           |                                                 |
| クイーン王将     | 通算5期                | 西山朋佳   | 2024年           |                                                 |
| クイーン倉敷藤花 | 通算5期                | 清水市代   | 1998年           |                                                 |
| クイーン倉敷藤花 | 通算5期                | 福間香奈   | 2012年           |                                                 |

|              | 達成者数 | 達成者         | 資格獲得したクイーン称号（数字は獲得順）                                                                 |
| ------------ | -------- | -------------- | --- |
| クイーン七冠 | -        | （達成者なし） | - |
| クイーン六冠 | 1名      | 福間香奈       | (1)クイーン倉敷藤花・(2)クイーン名人・(3)クイーン王将・(4)クイーン王位・(5)クイーン王座・(6)クイーン清麗 |
| クイーン五冠 | 1名      | 福間香奈       | （同上、1-5）                                                                                            |
| クイーン四冠 | 2名      | 福間香奈       | （同上、1-4）                                                                                            |
| クイーン四冠 | 2名      | 清水市代       | (1)クイーン名人・(2)クイーン王位 ・(3)クイーン倉敷藤花・(4)クイーン王将                                  |
| クイーン三冠 | 2名      | （同上2名）    | - |
| クイーン二冠 | 3名      | （同上2名）    | - |
| クイーン二冠 | 3名      | 西山朋佳       | (1)永世女王・(2)クイーン王将                                                                             |

## 全冠制覇
将棋の複数のタイトル全てを同時に保持する「全冠制覇」は、棋士のタイトル戦では九段戦に名人が参加するようになった1956年度から2023年度までに11回の挑戦機会があり、全冠制覇は9回達成された（4名達成、大山康晴のみ6回達成）。
棋士のタイトル戦における最後の全冠制覇達成者は2023年度の藤井聡太（全八冠制覇）である。藤井による最初の全冠制覇は、同記録のプロ入り後史上最速（7年0か月）・史上最年少（21歳2か月）での達成でもある。
なお藤井は王座獲得時に直近一年以内の参加可能な一般棋戦も全て制覇しており、同時期での棋戦完全制覇を達成している。

### 棋士タイトル全冠制覇
| 回数 | 棋士                 | 達成日(失冠日)   | 棋戦         | 結果                                                             | 全冠日数 |
| ---- | -------------------- | ---------------- | ------------ | ---------------------------------------------------------------- | -------- |
| 01   | 升田幸三 (史上初)    | 1957年07月11日   | 第16期名人戦 | 全三冠達成（名人、王将、九段）                                   | 262日    |
| 01   | 升田幸三 (史上初)    | (1958年03月29日) | 第7期王将戦  | 王将失冠（二冠に後退／名人、九段）                               | 262日    |
| 02   | 大山康晴 (史上2人目) | 1959年06月12日   | 第18期名人戦 | 全三冠達成（名人、王将、九段）                                   | 467日    |
| 03   | 大山康晴             | 1960年09月20日   | 第1期王位戦  | 全四冠達成（名人、王位、王将、九段）                             | 866日    |
| 04   | 大山康晴             | 1963年02月02日   | 第1期棋聖戦  | 全五冠達成（名人、王位、王将、棋聖、十段）                       | 047日    |
| 04   | 大山康晴             | (1963年03月20日) | 第12期王将戦 | 王将失冠（四冠に後退／名人、王位、棋聖、十段）                   | 047日    |
| 05   | 大山康晴             | 1964年02月12日   | 第13期王将戦 | 全五冠達成（2度目／名人、王位、王将、棋聖、十段）                | 893日    |
| 05   | 大山康晴             | (1966年07月23日) | 第8期棋聖戦  | 棋聖失冠（四冠に後退／名人、王位、王将、十段）                   | 893日    |
| 06   | 大山康晴             | 1967年01月10日   | 第9期棋聖戦  | 全五冠達成（3度目／名人、王位、王将、棋聖、十段）                | 196日    |
| 06   | 大山康晴             | (1967年07月24日) | 第10期棋聖戦 | 棋聖失冠（四冠に後退／名人、王位、王将、十段）                   | 196日    |
| 07   | 大山康晴             | 1970年07月17日   | 第16期棋聖戦 | 全五冠達成（4度目／名人、王位、王将、棋聖、十段）                | 148日    |
| 07   | 大山康晴             | (1970年12月11日) | 第9期十段戦  | 十段失冠（四冠に後退／名人、王位、王将、棋聖）                   | 148日    |
| (-)  | (中原誠)             | (1978年度)       | 第3期棋王戦  | 全六冠制覇失敗（五冠保持＝名人、十段、棋聖、王位、王将）         | (-)      |
| (-)  | (羽生善治)           | (1994年度)       | 第44期王将戦 | 全七冠制覇失敗（六冠保持＝竜王、名人、棋聖、王位、王座、棋王）   | (-)      |
| 08   | 羽生善治 (史上3人目) | 1996年02月14日   | 第45期王将戦 | 全七冠達成（竜王、名人、棋聖、王位、王座、棋王、王将）           | 168日    |
| 08   | 羽生善治 (史上3人目) | (1996年07月30日) | 第67期棋聖戦 | 棋聖失冠（六冠に後退／竜王、名人、王位、王座、棋王、王将）       | 168日    |
| 09   | 藤井聡太 (史上4人目) | 2023年10月11日   | 第71期王座戦 | 全八冠達成（竜王、名人、棋聖、王位、叡王、王座、棋王、王将）     | 254日    |
| 09   | 藤井聡太 (史上4人目) | (2024年06月20日) | 第9期叡王戦  | 叡王失冠（七冠に後退／竜王、名人、棋聖、王位、王座、棋王、王将） | 254日    |

#### 棋士タイトルの生涯グランドスラム
上記「#棋士タイトル全冠制覇」以外の生涯グランドスラム達成者（全タイトル1期以上獲得者）
- 中原誠 - 第31期王座戦〈1983年度〉での王座獲得により7つ目のタイトル獲得（旧十段戦含む、7タイトル時代）
- 谷川浩司 - 第41期王将戦〈1992年2月〉での王将獲得により7つ目のタイトル獲得（旧十段戦除く7タイトル時代 = 叡王戦創設まで）

（全冠制覇による生涯グランドスラム達成者）
- 藤井聡太 - 第71期王座戦〈2023年度〉での王座獲得により8つ目のタイトル獲得（棋士タイトル8つは史上初）
  - 藤井は第72期王座戦〈2024年度〉での王座防衛により、8タイトル全ての防衛を達成（生涯グランドスラム防衛、将棋界初）。

### 女流タイトル全冠制覇
これまでに4回の全冠制覇事例（2024年時点）
- 全2冠（女流名人・女流王将）
  - 蛸島彰子（第8期女流名人位戦 獲得から 第4期女流王将戦 失冠まで）
  - 林葉直子（第9期女流名人位戦 獲得から 第12期女流名人位戦 失冠まで）
- 全4冠（女流名人・女流王将・女流王位・倉敷藤花）
  - 清水市代（第18期女流王将戦 獲得から 第19期女流王将戦 失冠まで）
  - 清水市代（2度目、第9期女流王位戦 獲得から 第21期女流王将戦 失冠まで）
- タイトル数5以上での全冠制覇事例なし

#### 女流タイトルの生涯グランドスラム
上記「#女流タイトル全冠制覇」以外の生涯グランドスラム達成者（全タイトル1期以上獲得者）
- 中井広恵 - 第17期女流王将戦〈1995年度〉での女流王将獲得により4つ目のタイトル獲得（4タイトル時代、マイナビ女子オープン創設前まで）
- 福間香奈 - 第2期白玲戦〈2022年度〉での白玲獲得により8つ目のタイトル獲得（8タイトルは将棋界史上初）。

## 記録

### タイトル獲得記録
- カッコ内は登場回数。
- タイトル数の 黄色永世   黄色名誉 は永世称号資格。
- 太字は在位中のタイトル。
- †は終了棋戦。
- 灰色は現役期間とタイトル戦の創設・終了時期の関係で獲得機会のなかったもの。

| 獲得数順位 | 棋士名     | 初挑戦年度  | 獲得合計 | \| ( \| 登場 回数 \| ) \| |  | 竜王        | 十段†       | 九段†       | 名人        | 王位        | 王座        | 叡王   | 棋王        | 王将        | 棋聖        |
| ---------- | ---------- | ----------- | -------- | ------------------------- |  | ----------- | ----------- | ----------- | ----------- | ----------- | ----------- | ------ | ----------- | ----------- | ----------- |
| 1          | 羽生善治   | 1989        | 99       | (138)                     |  | 永世 07(16) | -           | -           | 永世 09(17) | 永世 18(23) | 名誉 24(26) | -      | 永世 13(17) | 永世 12(19) | 永世 16(20) |
| 2          | 大山康晴   | 1948        | 80       | (112)                     |  | -           | 永世 08(14) | 06(08)      | 永世 18(25) | 永世 12(15) | -           | -      | 0-(02)      | 永世 20(26) | 永世 16(22) |
| 3          | 中原誠     | 1967        | 64       | (91)                      |  | -           | 永世 11(15) | -           | 永世 15(18) | 永世 08(11) | 名誉 06(08) | -      | 01(03)      | 07(13)      | 永世 16(23) |
| 4          | 渡辺明     | 2003        | 31       | (45)                      |  | 永世 11(13) | -           | -           | 03(04)      | 0-(01)      | 01(03)      | -      | 永世 10(12) | 05(07)      | 01(05)      |
| 5          | 藤井聡太   | 2020        | 30       | (31)                      |  | 04(04)      | -           | -           | 03(03)      | 永世 05(05) | 02(02)      | 03(04) | 03(03)      | 04(04)      | 永世 06(06) |
| 6          | 谷川浩司   | 1983        | 27       | (57)                      |  | 04(06)      | -           | -           | 永世 05(11) | 06(11)      | 01(06)      | -      | 03(07)      | 04(07)      | 04(09)      |
| 7          | 米長邦雄   | 1970        | 19       | (48)                      |  | -(1)        | 2(6)        | -           | 1(8)        | 1(6)        | -           | -      | 5(7)        | 3(8)        | 永世 07(12) |
| 8          | 佐藤康光   | 1990        | 13       | (37)                      |  | 1(5)        | -           | -           | 2(3)        | -(5)        | -(3)        | -      | 2(6)        | 2(8)        | 永世 06(07) |
| 9          | 森内俊之   | 1996        | 12       | (25)                      |  | 2(5)        | -           | -           | 永世 08(12) | -           | -(1)        | -      | 1(3)        | 1(2)        | -(2)        |
| 10         | 加藤一二三 | 1960        | 8        | (24)                      |  | -           | 3(7)        | -           | 1(4)        | 1(3)        | -           | -      | 2(3)        | 1(5)        | -(2)        |
| 10         | 木村義雄   | 1938        | 8        | (11)                      |  | -           | -           | -           | 永世 08(10) | -           | -           | -      | -           | -(1)        | -           |
| 12         | 升田幸三   | 1951        | 7        | (23)                      |  | -           | -(3)        | 2(3)        | 2(10)       | -           | -           | -      | -           | 3(5)        | -(2)        |
| 12         | 南芳一     | 1986        | 7        | (16)                      |  | -           | -           | -           | -           | -           | -           | -      | 2(5)        | 3(5)        | 2(6)        |
| 12         | 久保利明   | 2000        | 7        | (15)                      |  | -           | -           | -           | -           | -           | -(3)        | -      | 3(5)        | 4(7)        | -           |
| 15         | 豊島将之   | 2010        | 6        | (19)                      |  | 2(3)        | -           | -           | 1(3)        | 1(4)        | -(2)        | 1(2)   | -           | -(2)        | 1(3)        |
| 15         | 郷田真隆   | 1992        | 6        | (18)                      |  | -           | -           | -           | -(2)        | 1(4)        | -           | -      | 1(3)        | 2(3)        | 2(6)        |
| 15         | 塚田正夫   | 1947        | 6        | (10)                      |  | -           | -           | 永世 04(05) | 2(3)        | -(1)        | -           | -      | -           | -           | -(1)        |
| 18         | 二上達也   | 1959        | 5        | (26)                      |  | -           | -(3)        | -(2)        | -(3)        | -(1)        | -           | -      | -           | 1(5)        | 4(12)       |
| 18         | 永瀬拓矢   | 2016        | 5        | (15)                      |  | -           | -           | -           | -(1)        | -           | 4(6)        | 1(2)   | -(2)        | -(2)        | -(2)        |
| 18         | 高橋道雄   | 1983        | 5        | (10)                      |  | -           | 1(1)        | -           | -(1)        | 3(5)        | -           | -      | 1(3)        | -           | -           |
| 21         | 内藤國雄   | 1968        | 4        | (13)                      |  | -           | -           | -           | -           | 2(5)        | -(1)        | -      | -(1)        | -(1)        | 2(5)        |
| 21         | 桐山清澄   | 1976        | 4        | (10)                      |  | -           | -(1)        | -           | -(1)        | -           | -(1)        | -      | 1(2)        | -           | 3(5)        |
| 23         | 丸山忠久   | 1999        | 3        | (10)                      |  | -(3)        | -           | -           | 2(3)        | -           | -(1)        | -      | 1(2)        | -           | -(1)        |
| 23         | 深浦康市   | 1996        | 3        | (8)                       |  | -           | -           | -           | -           | 3(5)        | -           | -      | -           | -(1)        | -(2)        |
| 23         | 藤井猛     | 1998        | 3        | (7)                       |  | 3(4)        | -           | -           | -           | -(1)        | -(2)        | -      | -           | -           | -           |
| 23         | 屋敷伸之   | 1990        | 3        | (7)                       |  | -           | -           | -           | -           | -(1)        | -           | -      | -           | -           | 3(6)        |
| 23         | 佐藤天彦   | 2015        | 3        | (6)                       |  | -           | -           | -           | 3(4)        | -           | -(1)        | -      | -(1)        | -           | -           |
| 28         | 広瀬章人   | 2010        | 2        | (8)                       |  | 1(3)        | -           | -           | -           | 1(3)        | -           | -      | -(1)        | -(1)        | -           |
| 28         | 森雞二     | 1978        | 2        | (8)                       |  | -           | -           | -           | -(1)        | 1(2)        | -(1)        | -      | -           | -(1)        | 1(3)        |
| 28         | 山田道美   | 1965        | 2        | (6)                       |  | -           | -           | -           | -(1)        | -           | -           | -      | -           | -(1)        | 2(4)        |
| 28         | 中村修     | 1984        | 2        | (5)                       |  | -           | -           | -           | -           | -           | -           | -      | -           | 2(3)        | -(2)        |
| 28         | 福崎文吾   | 1986        | 2        | (4)                       |  | -           | 1(2)        | -           | -           | -           | 1(2)        | -      | -           | -           | -           |
| 28         | 伊藤匠     | 2023        | 2        | (4)                       |  | -(1)        | -           | -           | -           | -           | -           | 02(02) | -(1)        | -           | -           |
| 34         | 木村一基   | 2005        | 1        | (9)                       |  | -(1)        | -           | -           | -           | 1(5)        | -(2)        | -      | -           | -           | -(1)        |
| 34         | 有吉道夫   | 1966        | 1        | (9)                       |  | -           | -           | -           | -(1)        | -(2)        | -           | -      | -           | -(3)        | 1(3)        |
| 34         | 島朗       | 1988        | 1        | (6)                       |  | 1(2)        | -           | -           | -           | -           | -(2)        | -      | -           | -(1)        | -(1)        |
| 34         | 森安秀光   | 1981        | 1        | (6)                       |  | -           | -           | -           | -(1)        | -           | -(1)        | -      | -(2)        | -           | 1(2)        |
| 34         | 斎藤慎太郎 | 2017        | 1        | (6)                       |  | -           | -           | -           | -(2)        | -           | 1(2)        | -(1)   | -           | -           | -(1)        |
| 34         | 三浦弘行   | 1995        | 1        | (5)                       |  | -(0)        | -           | -           | -(1)        | -           | -           | -      | -(1)        | -           | 1(3)        |
| 34         | 糸谷哲郎   | 2014        | 1        | (4)                       |  | 1(2)        | -           | -           | -           | -           | -(1)        | -      | -(1)        | -           | -           |
| 34         | 中村太地   | 2012        | 1        | (4)                       |  | -           | -           | -           | -           | -           | 1(3)        | -      | -           | -           | -(1)        |
| 34         | 大内延介   | 1967        | 1        | (4)                       |  | -           | -           | -           | -(1)        | -(1)        | -           | -      | 1(2)        | -           | -           |
| 34         | 菅井竜也   | 2017        | 1        | (4)                       |  | -           | -           | -           | -           | 1(2)        | -           | -(1)   | -           | -(1)        | -           |
| 34         | 塚田泰明   | 1987        | 1        | (2)                       |  | -           | -           | -           | -           | -           | 1(2)        | -      | -           | -           | -           |
| 34         | 高見泰地   | 2017        | 1        | (2)                       |  | -           | -           | -           | -           | -           | -           | 1(2)   | -           | -           | -           |
| 34         | 田中寅彦   | 1988        | 1        | (2)                       |  | -           | -           | -           | -           | -           | -           | -      | -           | -           | 1(2)        |
| -          | 森下卓     | 1990        | -        | (6)                       |  | -(1)        | -           | -           | -(1)        | -           | -           | -      | -(2)        | -(1)        | -(1)        |
| -          | 花村元司   | 1953        | -        | (4)                       |  | -           | -           | -(2)        | -(1)        | -(1)        | -           | -      | -           | -           | -           |
| -          | 丸田祐三   | 1950        | -        | (4)                       |  | -           | -           | -           | -(1)        | -(1)        | -           | -      | -           | -(2)        | -           |
| -          | 松田茂役   | 1953        | -        | (3)                       |  | -           | -           | -(2)        | -           | -           | -           | -      | -           | -(1)        | -           |
| -          | 鈴木大介   | 1999        | -        | (2)                       |  | -(1)        | -           | -           | -           | -           | -           | -      | -           | -           | -(1)        |
| -          | 行方尚史   | 2013        | -        | (2)                       |  | -           | -           | -           | -(1)        | -(1)        | -           | -      | -           | -           | -           |
| -          | 高島一岐代 | 1955        | -        | (2)                       |  | -           | -           | -           | -(1)        | -           | -           | -      | -           | -(1)        | -           |
| -          | 勝浦修     | 1976        | -        | (2)                       |  | -           | -           | -           | -           | -(1)        | -           | -      | -           | -           | -(1)        |
| -          | 西村一義   | 1969        | -        | (2)                       |  | -           | -           | -           | -           | -(1)        | -           | -      | -           | -           | -(1)        |
| -          | 佐々木大地 | 2023        | -        | (2)                       |  | -           | -           | -           | -           | -(1)        | -           | -      | -           | -           | -(1)        |
| -          | 山崎隆之   | 2009        | -        | (2)                       |  | -           | -           | -           | -           | -           | -(1)        | -      | -           | -           | -(1)        |
| -          | 真田圭一   | 1997        | -        | (1)                       |  | -(1)        | -           | -           | -           | -           | -           | -      | -           | -           | -           |
| -          | 阿部隆     | 2002        | -        | (1)                       |  | -(1)        | -           | -           | -           | -           | -           | -      | -           | -           | -           |
| -          | 佐々木勇気 | 2024        | -        | (1)                       |  | -(1)        | -           | -           | -           | -           | -           | -      | -           | -           | -           |
| -          | 板谷四郎   | 1950        | -        | (1)                       |  | -           | -           | -(1)        | -           | -           | -           | -      | -           | -           | -           |
| -          | 南口繁一   | 1951        | -        | (1)                       |  | -           | -           | -(1)        | -           | -           | -           | -      | -           | -           | -           |
| -          | 土居市太郎 | 1940        | -        | (1)                       |  | -           | -           | -           | -(1)        | -           | -           | -      | -           | -           | -           |
| -          | 神田辰之助 | 1942        | -        | (1)                       |  | -           | -           | -           | -(1)        | -           | -           | -      | -           | -           | -           |
| -          | 灘蓮照     | 1970        | -        | (1)                       |  | -           | -           | -           | -(1)        | -           | -           | -      | -           | -           | -           |
| -          | 稲葉陽     | 2017        | -        | (1)                       |  | -           | -           | -           | -(1)        | -           | -           | -      | -           | -           | -           |
| -          | 佐藤大五郎 | 1965        | -        | (1)                       |  | -           | -           | -           | -           | -(1)        | -           | -      | -           | -           | -           |
| -          | 中田宏樹   | 1991        | -        | (1)                       |  | -           | -           | -           | -           | -(1)        | -           | -      | -           | -           | -           |
| -          | 青野照市   | 1989        | -        | (1)                       |  | -           | -           | -           | -           | -           | -(1)        | -      | -           | -           | -           |
| -          | 金井恒太   | 2017        | -        | (1)                       |  | -           | -           | -           | -           | -           | -           | -(1)   | -           | -           | -           |
| -          | 出口若武   | 2022        | -        | (1)                       |  | -           | -           | -           | -           | -           | -           | -(1)   | -           | -           | -           |
| -          | 高島弘光   | 1975        | -        | (1)                       |  | -           | -           | -           | -           | -           | -           | -      | -(1)        | -           | -           |
| -          | 千田翔太   | 2017        | -        | (1)                       |  | -           | -           | -           | -           | -           | -           | -      | -(1)        | -           | -           |
| -          | 本田奎     | 2019        | -        | (1)                       |  | -           | -           | -           | -           | -           | -           | -      | -(1)        | -           | -           |
| -          | 増田康宏   | 2024        | -        | (1)                       |  | -           | -           | -           | -           | -           | -           | -      | -(1)        | -           | -           |
| -          | 加藤博二   | 1964        | -        | (1)                       |  | -           | -           | -           | -           | -           | -           | -      | -           | -(1)        | -           |
| -          | 村山聖     | 1992        | -        | (1)                       |  | -           | -           | -           | -           | -           | -           | -      | -           | -(1)        | -           |
| -          | 関根茂     | 1964        | -        | (1)                       |  | -           | -           | -           | -           | -           | -           | -      | -           | -           | -(1)        |
| -          | 本間爽悦   | 1964        | -        | (1)                       |  | -           | -           | -           | -           | -           | -           | -      | -           | -           | -(1)        |
| -          | 淡路仁茂   | 1979        | -        | (1)                       |  | -           | -           | -           | -           | -           | -           | -      | -           | -           | -(1)        |
| -          | 杉本和陽   | 2025        | -        | (1)                       |  | -           | -           | -           | -           | -           | -           | -      | -           | -           | -(1)        |
| 順位       | 棋士名     | 初挑戦 年度 | 合計     | (挑戦)                    |  | 竜王        | 十段†       | 九段†       | 名人        | 王位        | 王座        | 叡王   | 棋王        | 王将        | 棋聖        |
| (          | 登場 回数  | )           |          |                           |  |             |             |             |             |             |             |        |             |             |             |

#### 女流タイトル
- カッコ内は登場回数。
- タイトル数の 黄色Q/永世 はクイーン称号保持を示す。
- 太字は在位中のタイトル。
- 灰色は現役期間とタイトル戦創設時期の関係で獲得機会のなかったもの[注 105]。

| 獲得数順位 | 女流棋士名 | 初挑戦年度 | 獲得合計 | 登場回数 |  | 白玲   | 清麗     | 女王        | 女流王座 | 女流名人 | 女流王位 | 女流王将 | 倉敷藤花 |
| ---------- | ---------- | ---------- | -------- | -------- |  | ------ | -------- | ----------- | -------- | -------- | -------- | -------- | -------- |
| 1          | 福間香奈   | 2008       | 64期     | (80回)   |  | 01(03) | Q 05(06) | 02(05)      | Q 08(10) | Q 14(15) | Q 11(13) | Q 08(12) | Q 15(16) |
| 2          | 清水市代   | 1987       | 43期     | (71回)   |  | -      | -        | -           | -(02)    | Q 10(20) | Q 14(20) | Q 09(15) | Q 10(14) |
| 3          | 中井広恵   | 1983       | 19期     | (44回)   |  | -      | -        | -           | -        | Q 09(18) | 03(08)   | 04(12)   | 03(06)   |
| 4          | 西山朋佳   | 2014       | 18期     | (30回)   |  | 03(04) | 0-(01)   | 永世 07(08) | 02(05)   | 01(03)   | 0-(01)   | Q 05(06) | 0-(02)   |
| 5          | 林葉直子   | 1982       | 15期     | (23回)   |  | -      | -        | -           | -        | 4(7)     | -(2)     | Q 10(12) | 1(2)     |
| 6          | 加藤桃子   | 2011       | 9期      | (23回)   |  | -      | 1(3)     | 4(6)        | 4(9)     | -(1)     | -(2)     | -(1)     | -(1)     |
| 7          | 甲斐智美   | 2008       | 7期      | (14回)   |  | -      | -(1)     | 1(4)        | -        | -        | 4(6)     | -        | 2(3)     |
| 7          | 蛸島彰子   | 1974       | 7期      | (11回)   |  | -      | -        | -           | -        | 4(7)     | -        | 3(4)     | -        |
| 9          | 矢内理絵子 | 1995       | 6期      | (18回)   |  | -      | -        | 2(3)        | -        | 3(4)     | 1(4)     | -(2)     | -(5)     |
| 10         | 斎田晴子   | 1991       | 4期      | (12回)   |  | -      | -        | -           | -        | 1(4)     | -        | 2(5)     | 1(3)     |
| 10         | 山下カズ子 | 1977       | 4期      | (6回)    |  | -      | -        | -           | -        | 4(5)     | -        | -(1)     | -        |
| 12         | 石橋幸緒   | 1996       | 3期      | (12回)   |  | -      | -        | -           | -        | -        | 2(6)     | 1(5)     | -(1)     |
| 13         | 上田初美   | 2009       | 2期      | (9回)    |  | -      | -(1)     | 2(5)        | -        | -(2)     | -        | -(1)     | -        |
| 13         | 千葉涼子   | 1998       | 2期      | (9回)    |  | -      | -        | -           | -        | -(3)     | -(2)     | 2(3)     | -(1)     |
| 13         | 香川愛生   | 2015       | 2期      | (5回)    |  | -      | -        | -           | -        | -        | -        | 2(5)     | -        |
| 16         | 伊藤沙恵   | 2015       | 1期      | (13回)   |  | -      | -        | -(1)        | -(1)     | 1(4)     | -(3)     | -(1)     | -(3)     |
| 16         | 渡部愛     | 2018       | 1期      | (3回)    |  | -(1)   | -        | -           | -        | -        | 1(2)     | -        | -        |
| -          | 室谷由紀   | 2016       | -        | (5回)    |  | -      | -        | -(1)        | -        | -(1)     | -        | -(1)     | -(2)     |
| -          | 関根紀代子 | 1978       | -        | (4回)    |  | -      | -        | -           | -        | -(3)     | -        | -(1)     | -        |
| -          | 岩根忍     | 2009       | -        | (3回)    |  | -      | -        | -(1)        | -        | -        | -(1)     | -        | -(1)     |
| -          | 中村真梨花 | 2009       | -        | (3回)    |  | -      | -        | -           | -        | -(1)     | -        | -(1)     | -(1)     |
| -          | 森安多恵子 | 1976       | -        | (2回)    |  | -      | -        | -           | -        | -(1)     | -        | -(1)     | -        |
| -          | 長沢千和子 | 1984       | -        | (2回)    |  | -      | -        | -           | -        | -(1)     | -        | -(1)     | -        |
| -          | 山田久美   | 1990       | -        | (2回)    |  | -      | -        | -           | -        | -        | -        | -(1)     | -(1)     |
| -          | 長谷川優貴 | 2012       | -        | (1回)    |  | -      | -        | -(1)        | -        | -        | -        | -        | -        |
| -          | 大島綾華   | 2024       | -        | (1回)    |  | -      | -        | -(1)        | -        | -        | -        | -        | -        |
| -          | 本田小百合 | 2012       | -        | (1回)    |  | -      | -        | -           | -(1)     | -        | -        | -        | -        |
| -          | 寺下紀子   | 1974       | -        | (1回)    |  | -      | -        | -           | -        | -(1)     | -        | -        | -        |
| -          | 多田佳子   | 1975       | -        | (1回)    |  | -      | -        | -           | -        | -(1)     | -        | -        | -        |
| -          | 植村真理   | 1991       | -        | (1回)    |  | -      | -        | -           | -        | -        | -(1)     | -        | -        |
| -          | 山根ことみ | 2021       | -        | (1回)    |  | -      | -        | -           | -        | -        | -(1)     | -        | -        |
| -          | 谷川治恵   | 1981       | -        | (1回)    |  | -      | -        | -           | -        | -        | -        | -(1)     | -        |
| -          | 竹部さゆり | 1996       | -        | (1回)    |  | -      | -        | -           | -        | -        | -        | -        | -(1)     |
| 順位       | 女流棋士名 | 初挑戦年度 | 獲得合計 | 登場回数 |  | 白玲   | 清麗     | 女王        | 女流王座 | 女流名人 | 女流王位 | 女流王将 | 倉敷藤花 |

### タイトル連覇記録
| タイトル連覇記録（9連覇以上） | タイトル連覇記録（9連覇以上） | タイトル連覇記録（9連覇以上） | タイトル連覇記録（9連覇以上） | タイトル連覇記録（9連覇以上） | タイトル連覇記録（9連覇以上） |
| 順位                          | 記録者                        | タイトル                      | 連覇数                        | 獲得年度                      | 備考                          |
| ----------------------------- | ----------------------------- | ----------------------------- | ----------------------------- | ----------------------------- | ----------------------------- |
| 1                             | 羽生善治                      | 王座                          | 19                            | 1992 - 2010                   |                               |
| 2                             | 大山康晴                      | 名人                          | 13                            | 1959 - 1971                   |                               |
| 3                             | 大山康晴                      | 王位                          | 12                            | 1960 - 1971                   |                               |
| 3                             | 羽生善治                      | 棋王                          | 12                            | 1990 - 2001                   |                               |
| 5                             | 大山康晴                      | 九段・十段                    | 10                            | 1958 - 1967                   |                               |
| 5                             | 羽生善治                      | 棋聖                          | 10                            | 2008 - 2017                   |                               |
| 5                             | 渡辺明                        | 棋王                          | 10                            | 2012 - 2021                   |                               |
| 8                             | 大山康晴                      | 王将                          | 9                             | 1963 - 1971                   |                               |
| 8                             | 中原誠                        | 名人                          | 9                             | 1972 - 1981                   | 1977年は実施せず              |
| 8                             | 羽生善治                      | 王位                          | 9                             | 1993 - 2001                   |                               |
| 8                             | 渡辺明                        | 竜王                          | 9                             | 2004 - 2012                   |                               |
| 第36期竜王戦まで              |                               |                               |                               |                               |                               |

| 女流タイトル連覇記録（4連覇以上） | 女流タイトル連覇記録（4連覇以上） | 女流タイトル連覇記録（4連覇以上） | 女流タイトル連覇記録（4連覇以上） | 女流タイトル連覇記録（4連覇以上） | 女流タイトル連覇記録（4連覇以上） |
| 順位                              | 記録者                            | タイトル                          | 連覇数                            | 獲得年度                          | 備考                              |
| --------------------------------- | --------------------------------- | --------------------------------- | --------------------------------- | --------------------------------- | --------------------------------- |
| 1                                 | 福間香奈                          | 女流名人                          | 12                                | 2009 - 2020                       |                                   |
| 2                                 | 林葉直子                          | 女流王将                          | 10                                | 1981 - 1990                       | [ 注 106 ]                        |
| 3                                 | 清水市代                          | 女流王位                          | 9                                 | 1998 - 2006                       |                                   |
| 3                                 | 福間香奈                          | 倉敷藤花                          | 9                                 | 2015 - 2023                       | 継続中                            |
| 5                                 | 清水市代                          | 倉敷藤花                          | 7                                 | 1994 - 2000                       |                                   |
| 5                                 | 西山朋佳                          | 女王                              | 7                                 | 2018 - 2024                       |                                   |
| 7                                 | 福間香奈                          | 女流王位                          | 6                                 | 2019 - 2024                       | 継続中                            |
| 8                                 | 清水市代                          | 女流名人                          | 5                                 | 1995 - 1999                       |                                   |
| 8                                 | 福間香奈                          | 倉敷藤花                          | 5                                 | 2008 - 2012                       |                                   |
| 10                                | 山下カズ子                        | 女流名人                          | 4                                 | 1978 - 1981                       |                                   |
| 10                                | 清水市代                          | 女流王位                          | 4                                 | 1993 - 1996                       |                                   |
| 10                                | 加藤桃子                          | 女王                              | 4                                 | 2014 - 2017                       |                                   |
| 10                                | 福間香奈                          | 女流王将                          | 4                                 | 2015 - 2018                       |                                   |
| 第18期マイナビ女子オープンまで    |                                   |                                   |                                   |                                   |                                   |

### 複数タイトル同時在位

#### 棋士タイトル
| タイトル数 | 棋士名 | タイトル | タイトル | 開始 | 終了 | 在位期間 | 備考 |
| ---------- | --- | --- | --- | --- | --- | --- | --- |
| 8冠        | 藤井聡太 | 竜王・名人・王位・叡王・王座・棋王・王将・棋聖                                                                       | 竜王・名人・王位・叡王・王座・棋王・王将・棋聖                                                                       | 2023 王座獲得 | 2024 叡王失冠 | 0253日 | 0全冠独占 (全8冠)0 |
| 8冠        | 藤井聡太 | 7冠 | 竜王・名人・王位・叡王・棋王・王将・棋聖                                                                             | 2023 名人獲得 | 2023 王座獲得 | 132日 | 2冠以上の在位期間は1819日(継続中)。 継続中の日数は閲覧日時点。                                                                                            |
| 8冠        | 藤井聡太 | 7冠 | 竜王・名人・王位・王座・棋王・王将・棋聖                                                                             | 2024 叡王失冠 | 0 (継続中) 0 | 0419日 | 2冠以上の在位期間は1819日(継続中)。 継続中の日数は閲覧日時点。                                                                                            |
| 8冠        | 藤井聡太 | 6冠 | 竜王・王位・叡王・棋王・王将・棋聖                                                                                   | 2022 棋王獲得 | 2023 名人獲得 | 73日 | 2冠以上の在位期間は1819日(継続中)。 継続中の日数は閲覧日時点。                                                                                            |
| 8冠        | 藤井聡太 | 5冠 | 竜王・王位・叡王・王将・棋聖                                                                                         | 2021 王将獲得 | 2022 棋王獲得 | 401日 | 2冠以上の在位期間は1819日(継続中)。 継続中の日数は閲覧日時点。                                                                                            |
| 8冠        | 藤井聡太 | 4冠 | 竜王・王位・叡王・棋聖                                                                                               | 2021 竜王獲得 | 2021 王将獲得 | 91日 | 2冠以上の在位期間は1819日(継続中)。 継続中の日数は閲覧日時点。                                                                                            |
| 8冠        | 藤井聡太 | 3冠 | 王位・叡王・棋聖 | 2021 叡王獲得 | 2021 竜王獲得 | 61日 | 2冠以上の在位期間は1819日(継続中)。 継続中の日数は閲覧日時点。                                                                                            |
| 8冠        | 藤井聡太 | 2冠 | 王位・棋聖 | 2020 王位獲得 | 2021 叡王獲得 | 389日 | 2冠以上の在位期間は1819日(継続中)。 継続中の日数は閲覧日時点。                                                                                            |
| 7冠        | 羽生善治 | 竜王・名人・棋聖・王位・王座・棋王・王将                                                                             | 竜王・名人・棋聖・王位・王座・棋王・王将                                                                             | 1995 王将獲得 | 1996 棋聖失冠 | 167日 | 0全冠独占 (全7冠=当時)0 |
| 7冠        | 羽生善治 | 6冠 | 竜王・名人・棋聖・王位・王座・棋王                                                                                   | 1994 竜王獲得 | 1995 王将獲得 | 432日 | 6冠の在位期間合計は554日。 6冠以上の在位期間合計は721日。                                                                                                 |
| 7冠        | 羽生善治 | 6冠 | 竜王・名人・王位・王座・棋王・王将                                                                                   | 1996 棋聖失冠 | 1996 竜王失冠 | 122日 | 6冠の在位期間合計は554日。 6冠以上の在位期間合計は721日。                                                                                                 |
| 7冠        | 羽生善治 | 5冠 | 竜王・棋聖・王位・王座・棋王                                                                                         | 1993 王位獲得 | 1993 竜王失冠 | 114日 | 5冠の在位期間合計は966日。 5冠以上の在位期間合計は 1687日。                                                                                               |
| 7冠        | 羽生善治 | 5冠 | 名人・棋聖・王位・王座・棋王                                                                                         | 1994 名人獲得 | 1994 竜王獲得 | 185日 | 5冠の在位期間合計は966日。 5冠以上の在位期間合計は 1687日。                                                                                               |
| 7冠        | 羽生善治 | 5冠 | 名人・王位・王座・棋王・王将                                                                                         | 1996 竜王失冠 | 1997 名人失冠 | 194日 | 5冠の在位期間合計は966日。 5冠以上の在位期間合計は 1687日。                                                                                               |
| 7冠        | 羽生善治 | 5冠 | 棋聖・王位・王座・棋王・王将                                                                                         | 2000 棋聖獲得 | 2001 棋聖失冠 | 371日 | 5冠の在位期間合計は966日。 5冠以上の在位期間合計は 1687日。                                                                                               |
| 7冠        | 羽生善治 | 5冠 | 竜王・王位・王座・棋王・王将                                                                                         | 2001 竜王獲得 | 2001 王将失冠 | 102日 | 5冠の在位期間合計は966日。 5冠以上の在位期間合計は 1687日。                                                                                               |
| 7冠        | 羽生善治 | 4冠 | 計10回 (30日+ 179日+ 1146日+ 116日+ 170日+ 35日+ 191日+ 379日+ 607日+ 741日)                                         | 計10回 (30日+ 179日+ 1146日+ 116日+ 170日+ 35日+ 191日+ 379日+ 607日+ 741日)                                         | 計10回 (30日+ 179日+ 1146日+ 116日+ 170日+ 35日+ 191日+ 379日+ 607日+ 741日)                                         | 3594日 | 4冠以上の在位期間合計は 5281日 |
| 7冠        | 羽生善治 | 3冠 | 計11回 (194日+ 168日+ 61日+ 110日+ 15日+ 564日+ 31日+ 462日+ 14日+ 595日+ 456日)                                     | 計11回 (194日+ 168日+ 61日+ 110日+ 15日+ 564日+ 31日+ 462日+ 14日+ 595日+ 456日)                                     | 計11回 (194日+ 168日+ 61日+ 110日+ 15日+ 564日+ 31日+ 462日+ 14日+ 595日+ 456日)                                     | 2670日 | 3冠以上の在位期間合計は 7951日 |
| 7冠        | 羽生善治 | 2冠 | 計8回 (106日+ 87日+ 155日+ 265日+ 83日+ 372日+ 42日+ 224日)                                                          | 計8回 (106日+ 87日+ 155日+ 265日+ 83日+ 372日+ 42日+ 224日)                                                          | 計8回 (106日+ 87日+ 155日+ 265日+ 83日+ 372日+ 42日+ 224日)                                                          | 1334日 | 2冠以上の在位期間合計は 9285日 |
| 6冠        | \| ( \| 08冠達成者の藤井聡太が1度、7冠達成者の羽生善治が2度達成。 詳しくは「藤井聡太」「羽生善治」の項目参照 \| ) \| | \| ( \| 08冠達成者の藤井聡太が1度、7冠達成者の羽生善治が2度達成。 詳しくは「藤井聡太」「羽生善治」の項目参照 \| ) \| | \| ( \| 08冠達成者の藤井聡太が1度、7冠達成者の羽生善治が2度達成。 詳しくは「藤井聡太」「羽生善治」の項目参照 \| ) \| | \| ( \| 08冠達成者の藤井聡太が1度、7冠達成者の羽生善治が2度達成。 詳しくは「藤井聡太」「羽生善治」の項目参照 \| ) \| | \| ( \| 08冠達成者の藤井聡太が1度、7冠達成者の羽生善治が2度達成。 詳しくは「藤井聡太」「羽生善治」の項目参照 \| ) \| | \| ( \| 08冠達成者の藤井聡太が1度、7冠達成者の羽生善治が2度達成。 詳しくは「藤井聡太」「羽生善治」の項目参照 \| ) \| | |
| 5冠        | 大山康晴 | 0名人・十段・棋聖・王位・王将0                                                                                       | 0名人・十段・棋聖・王位・王将0                                                                                       | 1962後 棋聖獲得 | 1962 王将失冠 | 46日 | 合計1280日 0全冠独占 (全5冠=当時)0 |
| 5冠        | 大山康晴 | 0名人・十段・棋聖・王位・王将0                                                                                       | 0名人・十段・棋聖・王位・王将0                                                                                       | 1963 王将獲得 | 1966前 棋聖失冠 | 892日 | 合計1280日 0全冠独占 (全5冠=当時)0 |
| 5冠        | 大山康晴 | 0名人・十段・棋聖・王位・王将0                                                                                       | 0名人・十段・棋聖・王位・王将0                                                                                       | 1966後 棋聖獲得 | 1967前 棋聖失冠 | 195日 | 合計1280日 0全冠独占 (全5冠=当時)0 |
| 5冠        | 大山康晴 | 0名人・十段・棋聖・王位・王将0                                                                                       | 0名人・十段・棋聖・王位・王将0                                                                                       | 1970前 棋聖獲得 | 1970 十段失冠 | 147日 | 合計1280日 0全冠独占 (全5冠=当時)0 |
| 5冠        | 大山康晴 | 4冠 | 計_回 | 計_回 | 計_回 | 日 | 4冠以上の在位期間合計は 日 |
| 5冠        | 大山康晴 | 3冠 | 計_回 | 計_回 | 計_回 | 日 | 3冠以上の在位期間合計は 日 |
| 5冠        | 大山康晴 | 2冠 | 計_回 | 計_回 | 計_回 | 日 | 2冠以上の在位期間合計は 日 |
| 5冠        | 中原誠 | 名人・十段・棋聖・王位・王将                                                                                         | 名人・十段・棋聖・王位・王将                                                                                         | 1977棋聖後 | 1978王将 | 367日 | [ 注 109 ] |
| 5冠        | 中原誠 | 4冠 | 計_回 | 計_回 | 計_回 | 日 | 4冠以上の在位期間合計は 日 |
| 5冠        | 中原誠 | 3冠 | 計_回 | 計_回 | 計_回 | 日 | 3冠以上の在位期間合計は 日 |
| 5冠        | 中原誠 | 2冠 | 計_回 | 計_回 | 計_回 | 日 | 2冠以上の在位期間合計は 日 |
| 4冠        | 米長邦雄 | 十段・棋聖・棋王・王将                                                                                               | 十段・棋聖・棋王・王将                                                                                               | 1984 十段獲得 | 1984 王将失冠 | 56日 | |
| 4冠        | 米長邦雄 | 3冠 | 棋聖・棋王・王将 | 1983後 棋聖獲得 | 1984 十段獲得 | 351日 | 3冠の在位期間合計は 368日 3冠以上の在位期間合計は 424日                                                                                                   |
| 4冠        | 米長邦雄 | 3冠 | 十段・棋聖・棋王 | 1984 王将失冠 | 1984 棋王失冠 | 17日 | 3冠の在位期間合計は 368日 3冠以上の在位期間合計は 424日                                                                                                   |
| 4冠        | 米長邦雄 | 2冠 | 王位・棋王 | 1979 王位獲得 | 1979 棋王失冠 | 160日 | 2冠の在位期間合計は 1017日。 2冠以上の在位期間合計は 1441日。                                                                                             |
| 4冠        | 米長邦雄 | 2冠 | 棋聖・王位 | 1980前 棋聖獲得 | 1980 王位失冠 | 42日 | 2冠の在位期間合計は 1017日。 2冠以上の在位期間合計は 1441日。                                                                                             |
| 4冠        | 米長邦雄 | 2冠 | 棋王・王将 | 1982 王将獲得 | 1983後 棋聖獲得 | 325日 | 2冠の在位期間合計は 1017日。 2冠以上の在位期間合計は 1441日。                                                                                             |
| 4冠        | 米長邦雄 | 2冠 | 十段・棋聖 | 1984 棋王失冠 | 1986前 棋聖失冠 | 490日 | 2冠の在位期間合計は 1017日。 2冠以上の在位期間合計は 1441日。                                                                                             |
| 4冠        | 谷川浩司 | 竜王・棋聖・王位・王将                                                                                               | 竜王・棋聖・王位・王将                                                                                               | 1991 王将獲得 | 1992 王位失冠 | 194日 | [ 注 110 ] |
| 4冠        | 谷川浩司 | 3冠 | 名人・王位・棋王 | 1988 名人獲得 | 1988 王位失冠 | 100日 | 3冠の在位期間合計は 589日 3冠以上の在位期間合計は 783日 3冠以上の最長在位期間は 362日。 2冠以上の在位期間合計は 2209日、 2冠以上の最長在位期間は 1021日。 |
| 4冠        | 谷川浩司 | 3冠 | 竜王・王位・王座 | 1990 竜王獲得 | 1991 王座失冠 | 321日 | 3冠の在位期間合計は 589日 3冠以上の在位期間合計は 783日 3冠以上の最長在位期間は 362日。 2冠以上の在位期間合計は 2209日、 2冠以上の最長在位期間は 1021日。 |
| 4冠        | 谷川浩司 | 3冠 | 竜王・王位・棋聖 | 1991後 棋聖獲得 | 1991 王将獲得 | 49日 | 3冠の在位期間合計は 589日 3冠以上の在位期間合計は 783日 3冠以上の最長在位期間は 362日。 2冠以上の在位期間合計は 2209日、 2冠以上の最長在位期間は 1021日。 |
| 4冠        | 谷川浩司 | 3冠 | 竜王・王将・棋聖 | 1992 王位失冠 | 1992 竜王失冠 | 119日 | 3冠の在位期間合計は 589日 3冠以上の在位期間合計は 783日 3冠以上の最長在位期間は 362日。 2冠以上の在位期間合計は 2209日、 2冠以上の最長在位期間は 1021日。 |
| 4冠        | 谷川浩司 | 2冠 | 70日 +187日 +287日 +56日 +88日 +194日 +372日 +172日                                                                  | 70日 +187日 +287日 +56日 +88日 +194日 +372日 +172日                                                                  | 70日 +187日 +287日 +56日 +88日 +194日 +372日 +172日                                                                  | 1426日 | 3冠の在位期間合計は 589日 3冠以上の在位期間合計は 783日 3冠以上の最長在位期間は 362日。 2冠以上の在位期間合計は 2209日、 2冠以上の最長在位期間は 1021日。 |
| 3冠        | 升田幸三 | 0名人・王将・九段0                                                                                                   | 0名人・王将・九段0                                                                                                   | 1957 名人獲得 | 1957 王将失冠 | 261日 | 0全冠独占 (全3冠=当時)0 |
| 3冠        | 升田幸三 | 2冠 | 王将・九段 | 1957 九段獲得 | 1957 名人獲得 | 83日 | 2冠の在位期間合計は 356日。 2冠以上の在位期間合計は 617日                                                                                                 |
| 3冠        | 升田幸三 | 2冠 | 名人・九段 | 1957 王将失冠 | 1958 九段失冠 | 273日 | 2冠の在位期間合計は 356日。 2冠以上の在位期間合計は 617日                                                                                                 |
| 3冠        | 森内俊之 | (1-2) 竜王・名人・王将                                                                                               | (1-2) 竜王・名人・王将                                                                                               | 2004 名人獲得 | 2004 竜王失冠 | 200日 | 2冠以上の在位期間は (1)0331日、 (2)0382日、 (3)0173日、 合計 886日                                                                                        |
| 3冠        | 森内俊之 | 2冠 | (1-1) 竜王・王将 | 2003 王将獲得 | 2004 名人獲得 | 87日 | 2冠以上の在位期間は (1)0331日、 (2)0382日、 (3)0173日、 合計 886日                                                                                        |
| 3冠        | 森内俊之 | 2冠 | (1-3) 名人・王将 | 2004 竜王失冠 | 2004 王将失冠 | 44日 | 2冠以上の在位期間は (1)0331日、 (2)0382日、 (3)0173日、 合計 886日                                                                                        |
| 3冠        | 森内俊之 | 2冠 | (2) 名人・棋王 | 2005 棋王獲得 | 2006 棋王失冠 | 382日 | 2冠以上の在位期間は (1)0331日、 (2)0382日、 (3)0173日、 合計 886日                                                                                        |
| 3冠        | 森内俊之 | 2冠 | (3) 竜王・名人 | 2013 竜王獲得 | 2014 名人失冠 | 173日 | 2冠以上の在位期間は (1)0331日、 (2)0382日、 (3)0173日、 合計 886日                                                                                        |
| 3冠        | 渡辺明 | (2-2) 竜王・棋王・王将                                                                                               | (2-2) 竜王・棋王・王将                                                                                               | 2012 棋王獲得 | 2013 竜王失冠 | 250日 | 3冠在位期間は合計 1169日 |
| 3冠        | 渡辺明 | (4-2) 棋王・王将・棋聖                                                                                               | (4-2) 棋王・王将・棋聖                                                                                               | 2019 棋聖獲得 | 2020 棋聖失冠 | 373日 | 3冠在位期間は合計 1169日 |
| 3冠        | 渡辺明 | (4-4) 名人・棋王・王将                                                                                               | (4-4) 名人・棋王・王将                                                                                               | 2020 名人獲得 | 2021 王将失冠 | 546日 | 3冠在位期間は合計 1169日 |
| 3冠        | 渡辺明 | 2冠 | (1) 竜王・王座 | 2011 王座獲得 | 2012 王座失冠 | 372日 | 2冠以上の在位期間は (1)0372日、 (2)0750日、 (3)0733日、 (4)1483日、 合計 3338日                                                                           |
| 3冠        | 渡辺明 | 2冠 | (2-1) 竜王・王将 | 2012 王将獲得 | 2012 棋王獲得 | 17日 | 2冠以上の在位期間は (1)0372日、 (2)0750日、 (3)0733日、 (4)1483日、 合計 3338日                                                                           |
| 3冠        | 渡辺明 | 2冠 | (2-3) 棋王・王将 | 2013 竜王失冠 | 2014 王将失冠 | 483日 | 2冠以上の在位期間は (1)0372日、 (2)0750日、 (3)0733日、 (4)1483日、 合計 3338日                                                                           |
| 3冠        | 渡辺明 | 2冠 | (3) 竜王・棋王 | 2015 竜王獲得 | 2017 竜王失冠 | 733日 | 2冠以上の在位期間は (1)0372日、 (2)0750日、 (3)0733日、 (4)1483日、 合計 3338日                                                                           |
| 3冠        | 渡辺明 | 2冠 | (4-1) 棋王・王将 | 2018 王将獲得 | 2019 棋聖獲得 | 134日 | 2冠以上の在位期間は (1)0372日、 (2)0750日、 (3)0733日、 (4)1483日、 合計 3338日                                                                           |
| 3冠        | 渡辺明 | 2冠 | (4-3) 棋王・王将 | 2020 棋聖失冠 | 2020 名人獲得 | 30日 | 2冠以上の在位期間は (1)0372日、 (2)0750日、 (3)0733日、 (4)1483日、 合計 3338日                                                                           |
| 3冠        | 渡辺明 | 2冠 | (4-5) 名人・棋王 | 2021 王将失冠 | 2022 棋王失冠 | 400日 | 2冠以上の在位期間は (1)0372日、 (2)0750日、 (3)0733日、 (4)1483日、 合計 3338日                                                                           |
| 3冠        | 豊島将之 | (1-2) 名人・王位・棋聖                                                                                               | (1-2) 名人・王位・棋聖                                                                                               | 2019 名人獲得 | 2019 棋聖失冠 | 53日 | 2冠以上の在位期間は (1)0364日、 (2)0252日、 (3)0357日、 合計0973日                                                                                        |
| 3冠        | 豊島将之 | 2冠 | (1-1) 王位・棋聖 | 2018 王位獲得 | 2019 名人獲得 | 232日 | 2冠以上の在位期間は (1)0364日、 (2)0252日、 (3)0357日、 合計0973日                                                                                        |
| 3冠        | 豊島将之 | 2冠 | (1-3) 名人・王位 | 2019 棋聖失冠 | 2019 王位失冠 | 79日 | 2冠以上の在位期間は (1)0364日、 (2)0252日、 (3)0357日、 合計0973日                                                                                        |
| 3冠        | 豊島将之 | 2冠 | (2) 竜王・名人 | 2019 竜王獲得 | 2020 名人失冠 | 252日 | 2冠以上の在位期間は (1)0364日、 (2)0252日、 (3)0357日、 合計0973日                                                                                        |
| 3冠        | 豊島将之 | 2冠 | (3) 竜王・叡王 | 2020 叡王獲得 | 2021 叡王失冠 | 357日 | 2冠以上の在位期間は (1)0364日、 (2)0252日、 (3)0357日、 合計0973日                                                                                        |
| 2冠        | 加藤一二三 | 棋王・王将 | 棋王・王将 | 1978王将 | 1978棋王 | 54日 | 合計196日 |
| 2冠        | 加藤一二三 | 名人・十段 | 名人・十段 | 1982名人 | 1982十段 | 142日 | 合計196日 |
| 2冠        | 高橋道雄 | 王位・棋王 | 王位・棋王 | 1986棋王 | 1987王位 | 158日 | 合計289日 |
| 2冠        | 高橋道雄 | 十段・棋王 | 十段・棋王 | 1987十段 | 1987棋王 | 131日 | 合計289日 |
| 2冠        | 南芳一 | 棋聖・王将 | 棋聖・王将 | 1987王将 | 1988棋聖前 | 126日 | 合計662日 |
| 2冠        | 南芳一 | 棋聖・王将 | 棋聖・王将 | 1991棋聖前 | 1991棋聖後 | 163日 | 合計662日 |
| 2冠        | 南芳一 | 棋王・王将 | 棋王・王将 | 1988棋王 | 1989王将 | 367日 | 合計662日 |
| 2冠        | 南芳一 | 棋王・王将 | 棋王・王将 | 1990王将 | 1990棋王 | 6日 | 合計662日 |
| 2冠        | 佐藤康光 | 棋聖・王将 | 棋聖・王将 | 2002棋聖 | 2002王将 | 196日 | 合計674日 |
| 2冠        | 佐藤康光 | 棋聖・棋王 | 棋聖・棋王 | 2006棋王 | 2008棋聖 | 478日 | 合計674日 |
| 2冠        | 久保利明 | 棋王・王将 | 棋王・王将 | 2009王将 | 2011王将 | 722日 | |
| 2冠        | 永瀬拓矢 | 叡王・王座 | 叡王・王座 | 2019王座 | 2020叡王 | 356日 | |
| (          | 08冠達成者の藤井聡太が1度、7冠達成者の羽生善治が2度達成。 詳しくは「藤井聡太」「羽生善治」の項目参照                 | ) | | | | | |

#### 女流タイトル
| タイトル数 | 棋士名                                                       | タイトル                                                     | タイトル                                                     | 開始                                                         | 終了                                                         | 在位期間                                                     | 備考                                                                  |
| ---------- | ------------------------------------------------------------ | ------------------------------------------------------------ | ------------------------------------------------------------ | ------------------------------------------------------------ | ------------------------------------------------------------ | ------------------------------------------------------------ | --------------------------------------------------------------------- |
| 6冠        | 福間香奈                                                     | 清麗・女流王座・女流名人・女流王位・ 女流王将・倉敷藤花      | 清麗・女流王座・女流名人・女流王位・ 女流王将・倉敷藤花      | 2019 清麗獲得                                                | 2019 女流王将失冠                                            | 55日                                                         | 6冠の在位合計は 131日                                                 |
| 6冠        | 福間香奈                                                     | 白玲・清麗・女流王座・女流王位・ 女流王将・倉敷藤花          | 白玲・清麗・女流王座・女流王位・ 女流王将・倉敷藤花          | 2022 白玲獲得                                                | 2022 女流王将失冠                                            | 7日                                                          | 6冠の在位合計は 131日                                                 |
| 6冠        | 福間香奈                                                     | 清麗・女王・女流王座・女流王位・ 女流王将・倉敷藤花          | 清麗・女王・女流王座・女流王位・ 女流王将・倉敷藤花          | 2025 女王獲得                                                | 0 (継続中) 0                                                 | 069日                                                        | 6冠の在位合計は 131日                                                 |
| 6冠        | 福間香奈                                                     | 5冠                                                          | 女王・女流名人・女流王位・女流王将・倉敷藤花                 | 2013 女王獲得                                                | 2013 女流王位失冠                                            | 47日                                                         | 5冠の在位合計は1801日 5冠以上の在位合計は 131日+ 1733日 = 1864日      |
| 6冠        | 福間香奈                                                     | 5冠                                                          | 女流王座・女流名人・女流王位・女流王将・倉敷藤花             | 2016 女流王座獲得                                            | 2018 女流王位失冠                                            | 565日                                                        | 5冠の在位合計は1801日 5冠以上の在位合計は 131日+ 1733日 = 1864日      |
| 6冠        | 福間香奈                                                     | 5冠                                                          | 女流王座・女流名人・女流王位・女流王将・倉敷藤花             | 2019 女流王位獲得                                            | 2019 清麗獲得                                                | 86日                                                         | 5冠の在位合計は1801日 5冠以上の在位合計は 131日+ 1733日 = 1864日      |
| 6冠        | 福間香奈                                                     | 5冠                                                          | 清麗・女流王座・女流名人・女流王位・倉敷藤花                 | 2019 女流王将失冠                                            | 2019 女流王座失冠                                            | 33日                                                         | 5冠の在位合計は1801日 5冠以上の在位合計は 131日+ 1733日 = 1864日      |
| 6冠        | 福間香奈                                                     | 5冠                                                          | 清麗・女流名人・女流王位・女流王将・倉敷藤花                 | 2021 女流王将獲得                                            | 2021 清麗失冠                                                | 13日                                                         | 5冠の在位合計は1801日 5冠以上の在位合計は 131日+ 1733日 = 1864日      |
| 6冠        | 福間香奈                                                     | 5冠                                                          | 女流王座・女流名人・女流王位・女流王将・倉敷藤花             | 2021 女流王座獲得                                            | 2021 女流名人失冠                                            | 79日                                                         | 5冠の在位合計は1801日 5冠以上の在位合計は 131日+ 1733日 = 1864日      |
| 6冠        | 福間香奈                                                     | 5冠                                                          | 清麗・女流王座・女流王位・女流王将・倉敷藤花                 | 2022 清麗獲得                                                | 2022 白玲獲得                                                | 79日                                                         | 5冠の在位合計は1801日 5冠以上の在位合計は 131日+ 1733日 = 1864日      |
| 6冠        | 福間香奈                                                     | 5冠                                                          | 白玲・清麗・女流王座・女流王位・倉敷藤花                     | 2022 女流王将失冠                                            | 2023 白玲失冠                                                | 0365日                                                       | 5冠の在位合計は1801日 5冠以上の在位合計は 131日+ 1733日 = 1864日      |
| 6冠        | 福間香奈                                                     | 5冠                                                          | 清麗・女流王座・女流名人・女流王位・倉敷藤花                 | 2023 女流名人獲得                                            | 2025 女王獲得                                                | 466日                                                        | 5冠の在位合計は1801日 5冠以上の在位合計は 131日+ 1733日 = 1864日      |
| 6冠        | 福間香奈                                                     | 4冠                                                          | 女流名人・女流王位・女流王将・倉敷藤花                       | 2012 女流王位獲得                                            | 2013 女王獲得                                                | 343日                                                        | 4冠の在位期間合計は2205日 4冠以上の在位合計は 1864日+ 2205日 = 4069日 |
| 6冠        | 福間香奈                                                     | 4冠                                                          | 女王・女流名人・女流王将・倉敷藤花                           | 2013 女流王位失冠                                            | 2013 女流王将失冠                                            | 128日                                                        | 4冠の在位期間合計は2205日 4冠以上の在位合計は 1864日+ 2205日 = 4069日 |
| 6冠        | 福間香奈                                                     | 4冠                                                          | 女流名人・女流王位・女流王将・倉敷藤花                       | 2015 倉敷藤花獲得                                            | 2016 女流王座獲得                                            | 368日                                                        | 4冠の在位期間合計は2205日 4冠以上の在位合計は 1864日+ 2205日 = 4069日 |
| 6冠        | 福間香奈                                                     | 4冠                                                          | 女流王座・女流名人・女流王将・倉敷藤花                       | 2018 女流王位失冠                                            | 2019 女流王位獲得                                            | 365日                                                        | 4冠の在位期間合計は2205日 4冠以上の在位合計は 1864日+ 2205日 = 4069日 |
| 6冠        | 福間香奈                                                     | 4冠                                                          | 清麗・女流名人・女流王位・倉敷藤花                           | 2019 女流王座 失冠                                           | 2021 女流王将獲得                                            | 701日                                                        | 4冠の在位期間合計は2205日 4冠以上の在位合計は 1864日+ 2205日 = 4069日 |
| 6冠        | 福間香奈                                                     | 4冠                                                          | 女流名人・女流王位・女流王将・倉敷藤花                       | 2021 清麗 失冠                                               | 2021 女流王座 獲得                                           | 20日                                                         | 4冠の在位期間合計は2205日 4冠以上の在位合計は 1864日+ 2205日 = 4069日 |
| 6冠        | 福間香奈                                                     | 4冠                                                          | 女流王座・女流王位・女流王将・倉敷藤花                       | 2022 女流名人 失冠                                           | 2022 清麗 獲得                                               | 160日                                                        | 4冠の在位期間合計は2205日 4冠以上の在位合計は 1864日+ 2205日 = 4069日 |
| 6冠        | 福間香奈                                                     | 4冠                                                          | 清麗・女流王座・女流王位・倉敷藤花                           | 2023 白玲 失冠                                               | 2023 女流名人 獲得                                           | 654日                                                        | 4冠の在位期間合計は2205日 4冠以上の在位合計は 1864日+ 2205日 = 4069日 |
| 6冠        | 福間香奈                                                     | 3冠                                                          | 計4回（573日+ 32日+ 146日+ 41日）                            | 計4回（573日+ 32日+ 146日+ 41日）                            | 計4回（573日+ 32日+ 146日+ 41日）                            | 792日                                                        | 3冠以上の在位期間合計は 4861日                                        |
| 6冠        | 福間香奈                                                     | 2冠                                                          | 計4回（260日+ 19日+ 113日+ 139日）                           | 計4回（260日+ 19日+ 113日+ 139日）                           | 計4回（260日+ 19日+ 113日+ 139日）                           | 531日                                                        | 2冠以上の在位期間合計は 5392日                                        |
| 5冠        | (6冠達成者の福間香奈が9度達成、詳細は「福間香奈」の項を参照) | (6冠達成者の福間香奈が9度達成、詳細は「福間香奈」の項を参照) | (6冠達成者の福間香奈が9度達成、詳細は「福間香奈」の項を参照) | (6冠達成者の福間香奈が9度達成、詳細は「福間香奈」の項を参照) | (6冠達成者の福間香奈が9度達成、詳細は「福間香奈」の項を参照) | (6冠達成者の福間香奈が9度達成、詳細は「福間香奈」の項を参照) |                                                                       |
| 4冠        | 清水市代                                                     | 0女流名人・女流王将・女流王位・倉敷藤花0                     | 0女流名人・女流王将・女流王位・倉敷藤花0                     | 1996女流王将                                                 | 1997女流王将                                                 | 360日                                                        | 4冠の在位合計は610日 全冠独占 (全4冠=当時)                            |
| 4冠        | 清水市代                                                     | 0女流名人・女流王将・女流王位・倉敷藤花0                     | 0女流名人・女流王将・女流王位・倉敷藤花0                     | 1998女流王位                                                 | 1999女流王将                                                 | 250日                                                        | 4冠の在位合計は610日 全冠独占 (全4冠=当時)                            |
| 4冠        | 西山朋佳                                                     | 白玲・女王・女流王座・女流王将                               | 白玲・女王・女流王座・女流王将                               | 2021 白玲獲得                                                | 2021 女流王将失冠                                            | 19日                                                         | 4冠の在位期間合計は139日。                                            |
| 4冠        | 西山朋佳                                                     | 白玲・女王・女流名人・女流王将                               | 白玲・女王・女流名人・女流王将                               | 2023 白玲獲得                                                | 2023 女流名人失冠                                            | 654日                                                        | 4冠の在位期間合計は139日。                                            |
| 4冠        | 西山朋佳                                                     | 3冠                                                          | 女王・女流王座・女流王将                                     | 2019 女流王座獲得                                            | 2021 白玲獲得                                                | 682日                                                        | 3冠の在位期間合計は1427日。 3冠以上の在位期間合計は1566日。           |
| 4冠        | 西山朋佳                                                     | 3冠                                                          | 白玲・女王・女流王座                                         | 2021 女流王将失冠                                            | 2021 女流王座失冠                                            | 33日                                                         | 3冠の在位期間合計は1427日。 3冠以上の在位期間合計は1566日。           |
| 4冠        | 西山朋佳                                                     | 3冠                                                          | 女王・女流名人・女流王将                                     | 2022 女流名人獲得                                            | 2023 白玲獲得                                                | 246日                                                        | 3冠の在位期間合計は1427日。 3冠以上の在位期間合計は1566日。           |
| 4冠        | 西山朋佳                                                     | 3冠                                                          | 白玲・女王・女流王将                                         | 2023 女流名人失冠                                            | 2023 女王失冠                                                | 466日                                                        | 3冠の在位期間合計は1427日。 3冠以上の在位期間合計は1566日。           |
| 4冠        | 西山朋佳                                                     | 2冠                                                          | 女王・女流王将                                               | 2019 女流王将獲得                                            | 2019 女流王座獲得                                            | 33日                                                         | 2冠の在位期間合計は539日。 2冠以上の在位期間合計は2105日。            |
| 4冠        | 西山朋佳                                                     | 2冠                                                          | 白玲・女王                                                   | 2021 女流王座失冠                                            | 2022 白玲失冠                                                | 318日                                                        | 2冠の在位期間合計は539日。 2冠以上の在位期間合計は2105日。            |
| 4冠        | 西山朋佳                                                     | 2冠                                                          | 女王・女流王将                                               | 2022 女流王将獲得                                            | 2022 女流名人獲得                                            | 119日                                                        | 2冠の在位期間合計は539日。 2冠以上の在位期間合計は2105日。            |
| 4冠        | 西山朋佳                                                     | 2冠                                                          | 白玲・女流王将                                               | 2025 女王失冠                                                | (継続中)                                                     | 69日                                                         |                                                                       |
| 3冠        | 中井広恵                                                     | 女流名人・女流王将・倉敷藤花                                 | 女流名人・女流王将・倉敷藤花                                 | 2002女流王将                                                 | 2003女流名人                                                 | 598日                                                        |                                                                       |
| 2冠        | 蛸島彰子                                                     | 0女流名人・女流王将0                                         | 0女流名人・女流王将0                                         | 1982女流名人                                                 | 1982女流王将                                                 | 62日                                                         | 全冠独占(全2冠=当時)                                                  |
| 2冠        | 林葉直子                                                     | 0女流名人・女流王将0                                         | 0女流名人・女流王将0                                         | 1982女流名人                                                 | 1985女流名人                                                 | 1066日                                                       | 全冠独占(全2冠=当時)                                                  |
| 2冠        | 林葉直子                                                     | 0女流名人・女流王将0                                         | 0女流名人・女流王将0                                         | 1991女流名人                                                 | 1992女流名人                                                 | 364日                                                        | 合計1430日                                                            |
| 2冠        | 矢内理絵子                                                   | 女王・女流名人                                               | 女王・女流名人                                               | 2008女王                                                     | 2008女流名人                                                 | 295日                                                        |                                                                       |
| 2冠        | 甲斐智美                                                     | 女王・女流王位                                               | 女王・女流王位                                               | 2010女流王位                                                 | 2011女王                                                     | 327日                                                        | 合計876日                                                             |
| 2冠        | 甲斐智美                                                     | 女流王位・倉敷藤花                                           | 女流王位・倉敷藤花                                           | 2013倉敷藤花                                                 | 2015女流王位                                                 | 549日                                                        | 合計876日                                                             |
| 2冠        | 加藤桃子                                                     | 女王・女流王座                                               | 女王・女流王座                                               | 2014女流王座                                                 | 2016女流王座                                                 | 727日                                                        |                                                                       |

### その他の主な記録
2024年9月30日現在。年は年度で記載。すでに上述した記録は記さない。
通算記録
- 通算公式戦優勝回数：羽生善治 145回（タイトル戦99・一般棋戦46）
  - 通算一般棋戦優勝回数：羽生善治 46回
- 通算非公式戦優勝回数：羽生善治 8回

個人の連続記録
- タイトル連続在位期間：27年9か月（羽生善治：1990棋王獲得 - 2018竜王失冠）
- 全タイトル戦通じての連続獲得：連続19期（大山康晴：1963名人戦 - 1966名人戦）[76]
- 全タイトル戦通じての連続獲得期間：4年0か月（大山康晴 1963名人戦 - 1966名人戦）[76]
- 登場タイトル戦連続獲得：連続22期（藤井聡太：2020棋聖戦 - 2024名人戦）[77]
- 全タイトル戦連続登場：連続50期（大山康晴：1957名人戦 - 1967十段戦）[78]
- 全タイトル戦連続登場期間：10年7か月（大山康晴：1957名人戦 - 1967十段戦）[78]
- 同一タイトル戦での連続登場： 連続26期（王座戦 / 羽生善治：1992王座戦 - 2017王座戦）
- タイトル戦対局連勝： 対局17連勝（大山康晴：1961九段戦<第3局> - 1962十段戦<第1局>）[79]
- タイトル戦対局連勝期間：329日(10か月)（大山康晴：1961九段戦<第3局> - 1962十段戦<第1局>）[79]

個人以外の連続記録
- 全タイトル戦通じての連続防衛：連続17期（1974棋聖戦(後) - 1977十段戦）（第1期棋王戦を含まず）
- 全タイトル戦通じての連続奪取：連続11期（1987王位戦 - 1988棋聖戦(後)）（第1期竜王戦を含まず）
- 同一タイトル戦での連続奪取：連続7期（棋聖戦／1996棋聖戦 - 2002棋聖戦）

#### 最年少・最年長記録
- タイトル戦 最年少記録・最年長記録

| タイトル | タイトル | タイトル | 最年少記録                            | 最年少記録                            | 最年少記録                            | 最年長記録                            | 最年長記録                            | 最年長記録                                                   |
| タイトル | タイトル | タイトル | 挑戦記録 (第1局)                      | 獲得記録 (奪取)                       | 獲得記録 (防衛)                       | 挑戦記録 (第1局)                      | 獲得記録 (奪取)                       | 獲得記録 (防衛)                                              |
| 全体記録 | 全体記録 | 全体記録 | 藤井聡太 （ 17歳337日 ） 第91期棋聖戦 | 藤井聡太 （ 17歳363日 ） 第91期棋聖戦 | 藤井聡太 （ 18歳349日 ） 第92期棋聖戦 | 大山康晴 （ 66歳340日 ） 第15期棋王戦 | 大山康晴 （ 56歳364日 ） 第29期王将戦 | 大山康晴 （ 59歳26日 ） 第31期王将戦 （ 59歳356日まで保持 ） |
| -------- | -------- | -------- | ------------------------------------- | ------------------------------------- | ------------------------------------- | ------------------------------------- | ------------------------------------- | ------------------------------------------------------------ |
| 竜王     | 竜王     | 竜王     | 羽生善治 （19歳0か月） 第2期          | 羽生善治 （19歳3か月0日） 第2期       | 藤井聡太 （20歳4か月） 第35期         | 羽生善治 （50歳0か月） 第33期         | 羽生善治 （47歳2か月） 第30期         | 谷川浩司 （ 35歳7か月 ） 第10期                              |
| 名人     | 名人     | 名人     | 加藤一二三 （20歳3か月） 第19期       | 藤井聡太 （20歳10か月） 第81期        | 藤井聡太 （21歳10か月） 第82期        | 大山康晴 （63歳2か月） 第44期         | 米長邦雄 （49歳11か月） 第51期        | 大山康晴 （48歳3か月） 第30期                                |
| 王位     | 王位     | 王位     | 藤井聡太 （17歳11か月） 第64期        | 藤井聡太 （18歳1か月） 第64期         | 藤井聡太 （19歳1か月）） 第65期       | 大山康晴 （58歳） 第22期              | 木村一基 （46歳3か月） 第60期         | 大山康晴 （ 48歳6か月 ） 第12期                              |
| 叡王     | 叡王     | 叡王     | 藤井聡太 （19歳0か月） 第6期          | 藤井聡太 （19歳1か月） 第6期          | 藤井聡太 （19歳10か月） 第7期         | 斎藤慎太郎 （31歳11か月） 第10期      | 豊島将之 （30歳4か月） 第5期          | 伊藤匠 （22歳8か月） 第10期                                  |
| 王座     | 王座     | 王座     | 渡辺明 （19歳4か月） 第51期           | 藤井聡太 （21歳2か月） 第71期         | 藤井聡太 （22歳2か月） 第72期         | 森雞二 （49歳） 第43期                | 羽生善治 （42歳） 第60期              | 羽生善治 （46歳） 第64期                                     |
| 棋王     | 棋王     | 棋王     | 羽生善治 （20歳4か月） 第16期         | 羽生善治 （20歳5か月） 第16期         | 羽生善治 （21歳5か月） 第17期         | 大山康晴 （66歳11か月） 第15期        | 谷川浩司 （42歳） 第29期              | 米長邦雄 （40歳） 第9期                                      |
| 王将     | 王将     | 王将     | 藤井聡太 （19歳5か月） 第71期         | 藤井聡太 （19歳6か月） 第71期         | 藤井聡太 （20歳7か月） 第72期         | 大山康晴 （56歳） 第29期              | 大山康晴 （56歳11か月） 第29期        | 大山康晴 （59歳0か月） 第31期                                |
| 棋聖     | 棋聖     | 棋聖     | 藤井聡太 （17歳10か月20日） 第91期    | 藤井聡太 （17歳11か月） 第91期        | 藤井聡太 （18歳11か月） 第92期        | 大山康晴 （51歳） 第24期              | 大山康晴 （51歳） 第24期              | 大山康晴 （54歳） 第30期                                     |
| 九段     | 九段     | 九段     | 大山康晴 （ 27歳2か月 ） 第1期        | 大山康晴 （ 27歳3か月 ） 第1期        | 大山康晴 （ 28歳4か月 ） 第2期        | 升田幸三 （ 38歳11か月 ） 第7期       | 升田幸三 （ 39歳0か月 ） 第7期        | 塚田正夫 （ 41歳7か月 ） 第6期                               |
| 十段     | 十段     | 十段     | 中原誠 （ 23歳1か月 ） 第9期          | 中原誠 （ 23歳3か月 ） 第9期          | 中原誠 （ 24歳3か月 ） 第10期         | 大山康晴 （ 52歳7か月 ） 第14期       | 大山康晴 （ 50歳9か月 ） 第12期       | 大山康晴 （ 44歳9か月 ） 第6期                               |

- 初タイトル最年長獲得：木村一基（46歳3か月・第60期王位戦）
- タイトル戦最年少対決
（対局者合計年齢 最年少記録）：41歳 = 藤井聡太(21歳) - 伊藤匠(20歳)（第36期竜王戦第1局1日目）
- タイトル戦最年長対決
（対局者合計年齢 最年長記録）：101歳 = 中原誠(38歳) - 大山康晴(63歳)（第44期名人戦第5局2日目）
- タイトル戦 最大年齢差対決：40歳差 = 南芳一(26歳) - 大山康晴(66歳)（第15期棋王戦、第1局時点）

- 一般棋戦 最年少優勝・最年長優勝

| 棋戦                          | 0000 最年少優勝 0000                | 0000 最年少優勝 0000                | 0000 最年長優勝 0000          | 0000 最年長優勝 0000          |
| 全体記録                      | 藤井聡太 （15歳6か月） 第11回朝日杯 | 藤井聡太 （15歳6か月） 第11回朝日杯 | 大山康晴 （60歳） 第33回NHK杯 | 大山康晴 （60歳） 第33回NHK杯 |
| ----------------------------- | ----------------------------------- | ----------------------------------- | ----------------------------- | ----------------------------- |
| 朝日杯 将棋オープン戦         | 藤井聡太 （15歳6か月）              | 第11回                              | 羽生善治 （45歳4か月）        | 第9回                         |
| 銀河戦                        | 藤井聡太 （18歳2か月）              | 第28期                              | 丸山忠久 （54歳0か月）        | 第32期                        |
| NHK杯 テレビ将棋トーナメント  | 羽生善治 （18歳）                   | 第68回                              | 大山康晴 （60歳）             | 第33回                        |
| 将棋日本シリーズ JTプロ公式戦 | 藤井聡太 （20歳4か月）              | 第43回                              | 大山康晴 （59歳7か月）        | 第3回                         |
| 達人戦立川立飛杯              | 羽生善治 （53歳1か月）              | 第1回                               | 丸山忠久 （54歳3か月）        | 第2回                         |
| 新人王戦                      | 藤井聡太 （16歳2か月）              | 第49回                              | 若松政和 （31歳0か月）        | 第2回                         |
| 加古川青流戦                  | 藤本渚 （18歳）                     | 第13期                              | 稲葉聡 （30歳）               | 第5期                         |
| 加古川青流戦                  | 藤本渚 （18歳）                     | 第13期                              | 棋士の最年長池永天志 （26歳） | 第9期                         |

- タイトル複数冠達成 最年少記録・最年長記録

| タイトル | 達成者数 | 最年少記録              | 最年少記録                                     | 最年長記録( -まで保持)  | 最年長記録( -まで保持)                         | 最年長記録( -まで保持) |
| -------- | -------- | ----------------------- | ---------------------------------------------- | ----------------------- | ---------------------------------------------- | ---------------------- |
| 八冠     | 1名      | 藤井聡太 （21歳2か月）  | 竜王・名人・王位・叡王・王座・棋王・王将・棋聖 | 藤井聡太 （21歳2か月）  | 竜王・名人・王位・叡王・王座・棋王・王将・棋聖 | ( 21歳11か月 )         |
| 七冠     | 2名      | 藤井聡太 （20歳10か月） | 竜王・名人・王位・叡王・棋王・王将・棋聖       | 羽生善治 （25歳4か月 ） | 竜王・名人・王位・王座・棋王・王将・棋聖       | ( 25歳10か月 )         |
| 六冠     | 2名      | 藤井聡太 （20歳8か月）  | 竜王・王位・叡王・棋王・王将・棋聖             | 羽生善治 （24歳2か月 ） | 竜王・名人・王位・王座・棋王・王将             | ( 26歳2か月 )          |
| 五冠     | 4名      | 藤井聡太 （19歳6か月）  | 竜王・王位・叡王・王将・棋聖                   | 大山康晴 （47歳）       | 名人・王位・王将・棋聖・十段                   | ( )                    |
| 四冠     | 6名      | 藤井聡太 （19歳3か月）  | 竜王・王位・叡王・棋聖                         | 大山康晴 （47歳）       | 名人・王位・王将・棋聖                         | ( )                    |
| 三冠     | 10名     | 藤井聡太 （19歳1か月）  | 王位・叡王・棋聖                               | 大山康晴 （49歳）       | 名人・王位・王将                               | ( )                    |
| 二冠     | 16名     | 藤井聡太 （18歳1か月）  | 王位・棋聖                                     | 大山康晴 （51歳4か月）  | 棋聖・十段                                     | ( 51歳9か月 )          |

- 永世称号獲得 最年少記録・最年長記録

| 獲得要件 (連続/通算) | / | 人数 |

| 大山康晴 （十五世名人） (33歳 3か月) | 谷川浩司 （十七世名人） (35歳 2か月) | 森内俊之 （十八世名人） (36歳 8か月) | 羽生善治 （十九世名人） (37歳 8か月) |  |

| 中原誠 (30歳01か月) | 羽生善治 (26歳011か月) |

| 中原誠 (23歳011か月) | 米長邦雄 (41歳07か月) | 羽生善治 (24歳09か月) | 佐藤康光 (36歳09か月) |

#### 最速記録
- 四段昇段からタイトル獲得までの最速記録：屋敷伸之（1年10か月、第56期棋聖戦）
  - 四段昇段からタイトル挑戦までの最速記録：屋敷伸之（1年2か月、第55期棋聖戦）
- 四段昇段から一般棋戦優勝までの最速記録：上野裕寿（0年0か月31日、3戦目、第54期新人王戦）
  - 参考：四段昇段前の一般棋戦優勝：都成竜馬（第44期新人王戦、三段在籍時に優勝）
  - 参考：アマチュアの一般棋戦優勝：稲葉聡（第5期加古川青流戦）

同一カード
- タイトル戦通算 = 22期（谷川浩司 対 羽生善治）
- タイトル戦連続 = 6期（升田幸三 対 大山康晴〈1956王将戦 - 1958九段戦〉）
- 同一タイトル戦通算 = 9期（升田幸三 対 大山康晴〈名人戦〉および 羽生善治 対 森内俊之〈名人戦〉）
- 同一タイトル戦連続 = 6期（大山康晴 対 中原誠〈1970 - 1975十段戦〉）

#### タイトルの分散
タイトルの分散（全タイトルの保持者が異なる）
将棋界ではタイトル数が3以上において、タイトル分散の状況がこれまでに4回生じている。
（3タイトル時、6タイトル時、7タイトル時、8タイトル時に1回ずつ）。
- 3タイトル時
  - 1952年2月12日 - 1952年7月15日（154日間）
（升田幸三の王将獲得 → 木村義雄の名人失冠）

| タイトル | 00（2タイトル時）00   | 0タイトル分散時0 （ 3タイトル時 ） | 00（複数冠保持者）00 |
| -------- | --------------------- | ---------------------------------- | -------------------- |
| 名人     |                       | 木村義雄                           | →（大山康晴）        |
| 九段     | 大山康晴              | 大山康晴                           | 大山康晴             |
| 王将     | （タイトル戦 昇格前） | 升田幸三 (第1期王将)               |                      |

- 6タイトル時
  - 1982年12月21日 - 1983年1月21日（31日間）
（中原誠の十段奪取 → 中原誠の棋聖奪取）

| タイトル | 00（複数冠保持者）00 | 0タイトル分散時0 | 00（複数冠保持者）00 |
| -------- | -------------------- | ---------------- | -------------------- |
| 名人     | 加藤一二三           | 加藤一二三       | 加藤一二三           |
| 十段     | (加藤一二三) →       | 中原誠           |                      |
| 棋聖     |                      | 森雞二           | → (中原誠)           |
| 王位     | 内藤國雄             | 内藤國雄         | 内藤國雄             |
| 棋王     | 米長邦雄             | 米長邦雄         | 米長邦雄             |
| 王将     | 大山康晴             | 大山康晴         | 大山康晴             |

- 7タイトル時
  - 1987年10月21日 - 同年11月25日（35日間）
（塚田泰明の王座奪取 → 高橋道雄の十段奪取）

| タイトル | 00（複数冠保持者）00 | 0タイトル分散時0 | 00（複数冠保持者）00 |
| -------- | -------------------- | ---------------- | -------------------- |
| 名人     | 中原誠               | 中原誠           | 中原誠               |
| 十段     |                      | 福崎文吾         | → （高橋道雄）       |
| 棋聖     | 桐山清澄             | 桐山清澄         | 桐山清澄             |
| 王位     | 谷川浩司             | 谷川浩司         | 谷川浩司             |
| 王座     | （中原誠） →         | 塚田泰明         |                      |
| 棋王     | 高橋道雄             | 高橋道雄         | 高橋道雄             |
| 王将     | 中村修               | 中村修           | 中村修               |

- 8タイトル時
  - 2018年7月17日 - 同年9月27日（72日間） 
（豊島将之の棋聖奪取 → 豊島将之の王位奪取）

| タイトル | 00（複数冠保持者）00 | 0タイトル分散時0 | 00（複数冠保持者）00 |
| -------- | -------------------- | ---------------- | -------------------- |
| 竜王     | 羽生善治             | 羽生善治         | 羽生善治             |
| 名人     | 佐藤天彦             | 佐藤天彦         | 佐藤天彦             |
| 叡王     | 高見泰地             | 高見泰地         | 高見泰地             |
| 王位     |                      | 菅井竜也         | → (豊島将之)         |
| 王座     | 中村太地             | 中村太地         | 中村太地             |
| 棋王     | 渡辺明               | 渡辺明           | 渡辺明               |
| 王将     | 久保利明             | 久保利明         | 久保利明             |
| 棋聖     | （羽生善治） →       | 豊島将之         |                      |

#### 日本国外でのタイトル戦実施
|    | 棋戦   | 期 | 局数        | 国名           | 都市             | 都市   | 対局日              | 在位者         | 勝敗  | 挑戦者           |
| -- | ------ | -- | ----------- | -------------- | ---------------- | ------ | ------------------- | -------------- | ----- | ---------------- |
| 1  | 棋王戦 | 1  | 決勝 リーグ | アメリカ       | ホノルル         | [ 90 ] | 1976年01月21日-00日 | 内藤國雄 _九段 | 千○-● | 大内延介 八段    |
| 2  | 棋聖戦 | 46 | 第2局       | アメリカ       | ロサンゼルス     | [ 91 ] | 1985年07月01日-00日 | 米長邦雄 棋聖  | ●-○   | 勝浦修 八段      |
| 3  | 竜王戦 | 3  | 第1局       | ドイツ         | フランクフルト   | [ 92 ] | 1990年10月19日-20日 | 羽生善治 竜王  | ●-○   | 谷川浩司 二冠    |
| 4  | 竜王戦 | 4  | 第1局       | タイ           | バンコク         | [ 92 ] | 1991年10月24日-25日 | 谷川浩司 竜王  | 持    | 森下卓 六段      |
| 5  | 竜王戦 | 5  | 第1局       | イギリス       | ロンドン         | [ 92 ] | 1992年10月20日-21日 | 谷川浩司 竜王  | ○-●   | 羽生善治 二冠    |
| 6  | 竜王戦 | 6  | 第1局       | シンガポール   | シンガポール     | [ 92 ] | 1993年10月20日-21日 | 羽生善治 竜王  | ○-●   | 佐藤康光 七段    |
| 7  | 竜王戦 | 7  | 第1局       | フランス       | パリ             | [ 92 ] | 1994年10月18日-19日 | 佐藤康光 竜王  | ●-○   | 羽生善治 名人    |
| 8  | 竜王戦 | 8  | 第1局       | 中国           | 北京             | [ 92 ] | 1995年10月20日-21日 | 羽生善治 竜王  | ●-○   | 佐藤康光 _前竜王 |
| 9  | 竜王戦 | 9  | 第1局       | アメリカ       | ロサンゼルス     | [ 92 ] | 1996年10月17日-18日 | 羽生善治 竜王  | ○-●   | 谷川浩司 九段    |
| 10 | 竜王戦 | 10 | 第1局       | オーストラリア | ゴールドコースト | [ 92 ] | 1997年10月16日-17日 | 谷川浩司 竜王  | ○-●   | 真田圭一 六段    |
| 11 | 竜王戦 | 11 | 第1局       | アメリカ       | ニューヨーク     | [ 92 ] | 1998年10月15日-16日 | 谷川浩司 竜王  | ●-○   | 藤井猛 七段      |
| 12 | 王座戦 | 48 | 第3局       | 中国           | 広州             | [ 93 ] | 2000年09月21日-00日 | 羽生善治 王座  | 千●-○ | 藤井猛 竜王      |
| 13 | 竜王戦 | 13 | 第1局       | 中国           | 上海             | [ 92 ] | 2000年10月19日-20日 | 藤井猛 竜王    | ○-●   | 羽生善治 五冠    |
| 14 | 王座戦 | 50 | 第3局       | 中国           | 上海             | [ 94 ] | 2002年10月09日-00日 | 羽生善治 王座  | ○-●   | 佐藤康光 二冠    |
| 15 | 竜王戦 | 15 | 第1局       | 台湾           | 台北             | [ 92 ] | 2002年10月23日-24日 | 羽生善治 竜王  | 千千  | 阿部隆 七段      |
| 16 | 竜王戦 | 17 | 第1局       | 韓国           | ソウル           | [ 92 ] | 2004年10月19日-20日 | 森内俊之 竜王  | ●-○   | 渡辺明 六段      |
| 17 | 竜王戦 | 19 | 第1局       | アメリカ       | サンフランシスコ | [ 92 ] | 2006年10月10日-11日 | 渡辺明 竜王    | ●-○   | 佐藤康光 棋聖    |
| 18 | 竜王戦 | 21 | 第1局       | フランス       | パリ             | [ 95 ] | 2008年10月18日-19日 | 渡辺明 竜王    | ●-○   | 羽生善治 名人    |
| 19 | 棋王戦 | 35 | 第1局       | 中国           | 上海             | [ 96 ] | 2010年02月05日-00日 | 久保利明 棋王  | ●-○   | 佐藤康光 九段    |
| 20 | 竜王戦 | 27 | 第1局       | アメリカ       | ホノルル         | [ 97 ] | 2014年10月16日-17日 | 森内俊之 竜王  | ●-○   | 糸谷哲郎 七段    |
| 21 | 叡王戦 | 4  | 第1局       | 台湾           | 台北             | [ 98 ] | 2019年04月06日-00日 | 高見泰地 叡王  | ●-○   | 永瀬拓矢 七段    |
| 22 | 棋聖戦 | 94 | 第1局       | ベトナム       | ダナン           | [ 99 ] | 2023年06月05日-00日 | 藤井聡太 棋聖  | ○-●   | 佐々木大地 七段  |
| 23 | 王座戦 | 73 | 第1局       | シンガポール   | シンガポール     |        | 2025年00月00日-00日 | 藤井聡太 王座  |       |                  |

### その他の主な女流棋戦の記録
通算記録
- 通算公式戦優勝回数：福間香奈 55回（タイトル戦55・一般棋戦0）
  - 通算一般棋戦優勝回数：清水市代 11回

個人の連続記録
- 一冠以上連続在位：清水市代 18年7か月（1991女流王将獲得[1992年3月24日] - 2010女流王将失冠[2010年10月28日]）
- タイトル戦連続登場：清水市代 22期（1995女流王位戦 - 2000倉敷藤花戦）
  - タイトル戦連続挑戦：中井広恵 4期（2001女流王位戦 - 2002女流王将戦）
- 同一タイトル戦連続登場：清水市代 19期（1993 - 2011女流王位戦）

個人以外の連続記録
- タイトル戦で奪取無し（防衛）の連続発生：6期（1978女流王将戦 - 1980女流名人位戦・2002女流王位戦 - 2003倉敷藤花戦）
- タイトル戦で奪取（在位者交代）の連続発生：5期（2013マイナビオープン - 2013女流王座戦）
- 同一タイトル戦で奪取（在位者交代）の連続発生：7期（1994 - 2000女流王将戦）

最年少記録
- タイトル最年少挑戦：中井広恵（13歳9か月・女流王将戦）
- タイトル最年少獲得：林葉直子（14歳3か月・女流王将戦）

最年長記録
- タイトル最年長獲得（防衛）：清水市代（40歳9か月・女流王将戦）
  - タイトル最年長奪取：清水市代（40歳1か月・女流名人戦）
  - タイトル最年長挑戦：中井広恵（51歳4か月・倉敷藤花戦）

同一カード
- タイトル戦通算 = 20期（中井広恵-清水市代）
- 同一タイトル戦通算 = 10期（中井広恵-清水市代、女流名人戦）
- 同一タイトル戦連続 = 4期

（中井広恵-清水市代、1994 - 1997女流名人戦）
（清水市代-石橋幸緒、2006 - 2009女流王位戦）
- 同一カードでのタイトル戦棋戦数 = 8棋戦

（福間香奈-西山朋佳、女流タイトル戦 全8棋戦で実施=2024年1月から実施予定の2023年度女流名人戦を含む）
タイトルの分散（全タイトルの保持者が異なる）
女流タイトル戦において、タイトルの分散は4タイトル時に2回生じている。
- 4タイトル時

- 2006年11月27日 - 2007年6月20日（205日間）
（斎田晴子 倉敷藤花 獲得 → 千葉涼子 の 女流王将 失冠）

| → | 0 | 清水市代 (第29期) |

| 清水市代 (第13期) | 0 | → |

- 2007年11月5日 - 2007年11月24日（19日間）
（石橋幸緒 女流王位 獲得 → 斎田晴子 倉敷藤花 失冠）

| 清水市代 (第17期) | 0 | → |

| → | 0 | 清水市代 (第15期) |

5タイトル以上においてはタイトルの分散はまだ生じていない（2024年時点）。
日本国外での女流タイトル戦実施
|   | 棋戦       | 期     | 局数  | 国名     | 都市       | 対局日         | 在位者             | 勝敗 | 挑戦者             |         |
| - | ---------- | ------ | ----- | -------- | ---------- | -------------- | ------------------ | ---- | ------------------ | ------- |
| 1 | 女流王将戦 | 第18期 | 第1局 | アメリカ | アトランタ | 1996年05月08日 | 中井広恵 _女流王将 | ●-○  | 清水市代 _女流三冠 | [ 100 ] |

## アマチュアの棋戦
下記6大会（個人戦）は主要アマ6棋戦と呼ばれる。そのいずれかにおける優勝は奨励会三段リーグ編入試験の受験資格となる。
- 全日本アマチュア名人戦
- アマチュア竜王戦
- 全国アマチュア王将位大会
- 朝日アマ名人戦
- しんぶん赤旗全国囲碁・将棋大会（赤旗名人戦）
- 支部名人戦個人戦

### アマチュア出場公式棋戦
棋士・女流棋士により行われる公式棋戦（タイトル棋戦、一般棋戦、女流タイトル棋戦）の中には、アマチュア選手の出場枠を設けている棋戦がある。
現在行われている公式棋戦（タイトル棋戦、一般棋戦、女流タイトル棋戦）のうち、アマチュアの出場枠が設けられているのは以下の10棋戦（うち女流4棋戦）。
- タイトル棋戦（8棋戦のうち2棋戦）
  - 竜王戦（ランキング戦6組、アマ4名 = アマチュア竜王戦ベスト4、第1期〈1988年度・1987年11月開始〉から）
  - 棋王戦（アマ1名 = アマ名人〈全日本アマチュア名人戦〉、第20期〈1988年度・1988年1月開始〉から）
- 一般棋戦（7期線のうち4棋戦）
  - 朝日杯将棋オープン戦（アマ10名 = 朝日アマ名人および朝日アマ名人戦ベスト8、学生名人（全日本学生将棋名人戦）、第1回〈2007年度〉から）
  - 銀河戦（アマ2名 = 全国アマチュア王将位大会・アマ王将および準アマ王将、第9期〈2001年度・2000年8月開始〉から）
  - 新人王戦（アマ1名 = しんぶん赤旗全国囲碁将棋大会・赤旗名人 、第27期〈1996年度・1995年11月開始〉から）
  - 加古川青流戦（アマ3名、アマチュア予選で選抜2名・推薦1名、第1期〈2011年度〉から）
- 女流タイトル棋戦（8棋戦のうち4棋戦）
  - マイナビ女子オープン（アマチュア予選で選抜）
  - 女流王座戦（アマチュア予選で選抜）
  - 女流王将戦（5名、一般・大学生・高校生・中学生・小学生の各1名）
  - 倉敷藤花戦（2名）